# 2022-es orosz invázió Ukrajna ellen
Az orosz invázió Ukrajna ellen 2022. február 24-én vette kezdetét, amikor Oroszország hadműveletet indított Ukrajna ellen. Ez a legnagyobb hagyományos katonai konfliktus Európában a második világháború óta, illetve a legnagyobb eszkaláció az orosz–ukrán konfliktus 2014-es kezdete óta. Oroszországban tilos háborúként hivatkozni a katonai konfliktusra, a hivatalos orosz kormányzati narratíva szerint mindez különleges hadművelet Ukrajnában (oroszul: специальная военная операция на Украине, szpecialnaja vojennaja operacija na Ukrainye). Az UNHCR 2024 júliusi adatai szerint a háború a világ legnagyobb menekültválságát idézte elő a második világháború lezárulta óta: 6,74 millió ukrajnai lakos kényszerült külföldre menekülni, 3,7 millióan pedig belső menekültté váltak, összesen a teljes lakosság csaknem harmada.

## Az invázió kitörése
A hadművelet a Donyecki és a Luganszki Népköztársaságok elismerése után kezdődött, amelyet az orosz hadsereg Donbaszba való bevonulása követett 2022. február 21-én. Vlagyimir Putyin orosz elnök a NATO 1997 utáni bővülését az egyik legnagyobb veszélynek nevezte az orosz nemzetbiztonságra, és azt követelte, hogy Ukrajna csatlakozását jogilag tiltsa meg a szervezet.
Moszkvai idő szerint 06:00-kor (GMT+3) Putyin hivatalosan is bejelentette az orosz katonai hadműveletet Ukrajnában, majd percekkel ezután rakétatámadás érte Ukrajna több területét, a fővárost, Kijevet is beleértve. Az ukrán határőrség szerint megtámadták az Oroszországgal és Fehéroroszországgal közös határátkelőiket. Nem sokkal ezután az orosz hadsereg betört az országba. Volodimir Zelenszkij ukrán elnök kihirdette a statáriumot Ukrajnában.
Az Oroszország és Ukrajna közötti feszültség növekedésével összefüggésben már 2021 októberében hírek érkeztek több tízezer orosz katona és katonai felszerelés felhalmozódásáról az ukrajnai határon, ami hivatalosan bejelentett katonai manővereket eredményezett. Ugyanakkor az orosz tisztviselők többször is tagadták az invázió előkészületeit, és 2022 januárjában és februárjában „hisztériának”, „provokációnak” és a Nyugat „félretájékoztatásának” nevezték a hasonló állításokat. Február 21-én Vlagyimir Putyin orosz elnök csaknem egyórás beszédet mondott, amelyben bejelentette a kelet-ukrajnai Donbász régióban, a Donyecki Népköztársaság és a Luganszki Népköztársaság elnevezésű két önjelölt köztársaság függetlenségét, miközben megkérdőjelezte Ukrajna államiságát. Másnap a Föderációs Tanács jóváhagyta a katonai erő alkalmazását külföldön, majd az orosz csapatok behatoltak mindkét donbászi területre. Február 24-én délelőtt Putyin újabb közleményt tett közzé, amelyben bejelentette, hogy „különleges katonai műveletet” indítanak Ukrajna „demilitarizálása és nácimentesítése” érdekében. A „katonai hadműveletet” azzal indokolta, hogy magát Oroszországot kell megvédeni a NATO-bővítéstől, és segíteni kell Kelet-Ukrajna orosz ajkú lakosságát, amely állítólag az ukrán kormány zaklatásával és népirtásával néz szembe. Ugyanebben a beszédében neonáciknak nevezte az ukránokat; ugyanakkor határozottan elutasította a Donbaszk régión kívüli ukrán területek végleges megszállását, és még csak meg sem említette Kijev és más ukrán városok meghódításának tervét.
Ukrajna szinte azonnal az invázió kezdete után bejelentette a diplomáciai kapcsolatok megszakítását az Orosz Föderációval. A harcok kitörése miatt Volodimir Zelenszkij elnök még aznap hadiállapotot, február 25-én pedig általános mozgósítást hirdetett Ukrajnában.
Ukrajnába Oroszországból, a Krím-félszigetről és Fehéroroszországból vonultak be az orosz csapatok, majd Donyeck és Luhanszk régiók oroszok által támogatott fegyveres szeparatisták is csatlakoztak a harci hadművelethez. Az első csapások Ukrajna katonai infrastruktúrája, katonai repülőterei, légvédelmi létesítményei és egyéb stratégiai célok ellen irányultak, így a szárazföldi erők fokozatosan behatoltak a szárazföld belseje felé, hogy ostrom alá vonják és meghódítsák a kulcsfontosságú városokat, köztük magát Kijevet is, melyeknek védelmi, és komoly logisztikai problémákkal kellett megküzdenie. Emellett az orosz fél légi- és rakétacsapásokat hajtott végre messze az ukrán állam nyugati területére és néhány ostromlott városban (Bucsa, Irpiny) az oroszok visszavonulása után tömeggyilkosságról röppentek fel hírek.

### Nemzetközi visszhang
Világszerte elítélték az inváziót és szankciókat szabtak ki az agresszor Oroszország és politikai elitje ellen.
Az ENSZ április 5-i adatai szerint az invázió óta legalább 1480 civil vesztette életét, és legalább 2195-en megsérültek; a polgári lakosság tényleges veszteségei azonban valószínűleg sokkal magasabbak. Az infrastruktúrában, épületekben és egyéb tárgyi eszközökben okozott anyagi kárt március 10-én legalább 100 milliárd USD-ra becsülték. Ráadásul az invázió példátlan migrációs hullámot indított el Európában: április 6.-ig több mint 4,2 millió menekült hagyta el Ukrajnát. Az Ukrajna elleni orosz invázió már a konfliktus kezdete utáni első hetekben – méreténél fogva – Európa legnagyobb harci hadműveletévé vált a második világháború vége óta.
Oroszország lépéseit a világ közösségének nagy része és számos nemzetközi szervezet is elítélte. Az ENSZ-közgyűlés EC-11/1 számú határozata, amelyet az államok túlnyomó többsége támogat, elítélte Oroszország lépéseit, és felszólította Moszkvát, hogy azonnal fejezze be a harcokat, és vonja ki csapatait Ukrajnából. A határozatra 141 ország szavazott, öten ellene szavaztak: Oroszország, Fehéroroszország, Észak-Korea, Szíria és Eritrea. 35 ország, köztük Kína, India, Pakisztán, Irán és Dél-Afrika tartózkodott, 12 pedig nem szavazott.
Oroszország követeli az ukrajnai nemzeti kisebbségek törvényes jogainak garantálását, Ukrajna semlegességét, a szeparatista köztársaságok függetlenségének elismerését és bizonyos támadófegyverek bevetésének mellőzését az országban.
Az invázió háborúellenes tiltakozásokhoz vezetett a világ számos országában, megnövelte a cenzúrát az orosz médiában, kiterjedt nemzetközi szankciókat vezettek be Oroszország ellen, vagy csökkentették Oroszország részvételét számos sport- és más nemzetközi eseményen. Oroszországban az invázió 1998 óta a legnagyobb monetáris és gazdasági válságot okozta, amelyet a rubel értékének meredek esése és az elmúlt évek legnagyobb GDP-csökkenése kísért. Ukrajnában az invázió a számos ember- és vagyonveszteség mellett a GDP 50%-os csökkenését, a légi és tengeri szállítás felfüggesztését és számos más negatív jelenséget is okozott. Globális szempontból az invázió és a kapcsolódó szankciók a nemzetközi kereskedelem csökkenéséhez és egyes árucikkek árának meredek emelkedéséhez vezettek.
2022. december 23-án Vlagyimir Putyin, orosz elnök először használta az orosz-ukrán háborúra a „háború” kifejezést, a konfliktusra mindeddig „különleges katonai műveletként” hivatkozott.
A háború következtében Ukrajna beadta jelentkezését az Európai Unióba.

## Előzmények
Ukrajna régóta több ponton is konfrontációba keveredett Oroszországgal, amely a Szovjetunió felbomlása után függetlenné váló Ukrajnát továbbra is a saját befolyási területe részének tekintette annak ellenére, hogy 1994. december 5-én aláírt "Budapesti memorandum"-ban Oroszország garantálja Ukrajna szuverenitását, külső határait, politikai függetlenségét, és vállalta, hogy tartózkodik saját céljai érdekében foganasított gazdasági kényszerítést alkalmazni. Vlagyimir Putyin többször is helytelenítette, hogy Ukrajna NATO-tag legyen, miközben a NATO nem zárta ki annak lehetőségét.
2013 novemberében tüntetések kezdődtek Viktor Janukovics oroszbarát ukrán elnök ellen, aki visszalépett az euro-atlanti integrációból, konkrétan az EU társulási szerződéstől, miután kedvező ajánlatot kapott Putyintól. A Jevromajdan mozgalom tüntetéseiből forradalmi hangulat alakult 2014 tavaszára, a tüntetők és a rendfenntartó erők összecsapásaiban számos civil meghalt. A felfokozott, nemzetközileg is figyelemmel követett hangulatban Janukovics lemondását követelték, aki végül Oroszországba szökött. Az eseményeket Putyin felhasználta arra, hogy 2014 februárja és márciusa során „hadgyakorlat” indokával annektálja a Krím-félszigetet. Ezzel egyidőben oroszbarát zavargások kezdődtek Kelet-Ukrajnában, a Donecki és Luhanszki területeken, ahol szeparatista erők a kormányerőkkel csaptak össze, hogy létrehozzák a Donyecki és Luganszki Népköztársaságokat, amelyeket Oroszországon kívül egyetlen más ország sem ismert el – és az is csak 2022-ben.
Oroszország megsértette az általa budapesti memorandumban biztosított gazdasági és politikai függetlenségét, majd 2014-ben a területi integritását is. Többek között emiatt 2020-ban Volodimir Zelenszkij ukrán elnök Ukrajna új Nemzetbiztonsági Stratégiájának részeként ismét közeledni kívánt a NATO-hoz, amit Putyin ismét kifogásolt arra hivatkozva, hogy a NATO keleti bővítése veszélyezteti Oroszország nemzetbiztonságát. 2021-ben már elkezdődtek az orosz katonai mozgolódások Ukrajna határainál, az igazán látványos mozgósítás azonban 2022 januárjában kezdődött meg. Bár a nyugati vezetők többször figyelmeztették egy esetleges ukrajnai offenzíva következményeire, Putyin előbb elismerte a szakadár ukrán népköztársaságokat független államként, majd „megsegítésükre” hivatkozva mégis katonai hadműveletekbe kezdett Ukrajna területén.
A budapesti memorandumban rögzítettek megsértése megnehezíti a felek közötti megállapodást. Ukrajna megítélése szerint egy olyan békemegállapodásra, amelyet nem garantál egy katonai hatalommal bíró erő (pl. NATO), Oroszország úgy fog tekinteni, mint felkészülési időszakra további területszerző háborúkhoz, emiatt Ukrajna részéről elfogadhatatlan egy olyan megállapodás, amely a budapesti memorandumhoz képest nem nyújt további garanciát számára.

### Donbaszi közbelépés (február 21–24.)
Február 21-én, a Donyecki és a Luganszki Népköztársaságok elismerése után Putyin elrendelte az orosz hadsereg bevonulását Donbaszba, amit békefenntartó küldetésnek neveztek. Az orosz hadsereg azt nyilatkozta, hogy megöltek öt ukrán szabotőrt, akik átléptek Oroszországba. Az ukrán külügyminiszter, Dmitro Kuleba tagadta ennek megtörténtét.
Február 22-én Joe Biden amerikai elnök bejelentette, hogy „megkezdődött Ukrajna orosz megszállása”. A NATO főtitkára, Jens Stoltenberg és Justin Trudeau kanadai miniszterelnök is megerősítették ezt. Kuleba azt nyilatkozta, hogy „Nincs olyan, hogy kis-, közepes-, vagy nagy megszállás. A megszállás az megszállás.” Az Európai Unió külpolitikai vezetője, Josep Borrell azt mondta, hogy „orosz katonák érkeztek ukrán földre”.
Ugyanezen a napon az orosz Szövetségi Tanács engedélyezte Putyinnak, hogy bevesse a hadsereget Oroszországon kívül. Erre válaszként Zelenszkij elnök felszólította az ukrán tartalékosok besorozását, de nem mozgósított.
Február 23-án Ukrajna 30 napos szükségállapotot hirdetett, Donbasz kivételével, éjféltől. Szintén aznap elkezdték evakuálni a kijevi orosz nagykövetséget, és eltávolították az orosz zászlót. Az ukrán parlament és a kormány weboldalait DDoS-támadások érték.
Február 24-én a korai óráikban Zelenszkij oroszul mondott beszédében arra kérte Oroszország lakosait, hogy akadályozzák meg a háborút.

## A háború menete

### Az invázió első fázisa – teljeskörű támadás Ukrajna ellen (február 24–április 7.)

Az invázió első fázisának térképe

#### Az orosz háborús célok és casus belli
2022. február 24-én nem sokkal hajnali 5:00 (UTC+2) előtt Putyin bejelentette, hogy úgy döntött, katonai hadműveletet indít Kelet-Ukrajnába. Elmondta, hogy nem tervez megszállni ukrán területet és támogatja az ukrán emberek jogait. Felszólította az ukrán katonákat, hogy tegyék le a fegyvert. Az orosz hadvezetés nem tette nyilvánosan közzé a konkrét célpontok listáját, Putyin ködösen fogalmazva csak az ország „demilitarizálásáról” és „nácítalanításáról” beszélt, valamint casus belliként nevezte meg, hogy véget kell vetni az ukrajnai oroszok ellen zajló, bővebben nem részletezett „népírtásnak”. Az orosz kormánymédia szerint a hadművelet egyben megelőző támadásként is szolgált, hogy megakadályozzon egy ukrán offenzívát a donbaszi szeparatista államok ellen. Az orosz védelmi minisztérium szóvivője, Igor Konasenkov a háború harmadik napján úgy nyilatkozott, hogy a különleges hadművelet során a „kijevi rezsim főkolomposait és talpnyalóit” elkerülhetetlenül megtalálják és megfelelően megbüntetik az oroszok ellen elkövetett bűneikért. Ezzel valószínűleg arra utalt, hogy a cél az ukrán kormány tagjainak elfogása és lecserélésére, akiket Putyin korábban olyan „kábítószerfüggők és neonácik bandájaként” aposztrofált, akik Kijevben rejtőznek és „túszul ejtették az ország egész lakosságát”. Dmitrij Peszkov, a Kreml szóvivője sem mondott konkrétumokat, újságírói kérdésekre válaszolva úgy nyilatkozott, hogy a hadművelet végét és a célpontokat személyesen az államfő határozza meg, figyelembe véve a helyzet alakulását. Az orosz kormánymédiában nyilatkozó szakértők egy villámháborút vetítettek elő, 5 nap hosszúságúra becsülték a háborút. A legtöbb nyugati forrás is alábecsülte Ukrajna védelmi képességeit, az amerikai sajtóban megjelent hírek azt jósolták, hogy az oroszok 96 óra alatt beveszik Kijevet és egy héten belül összeomlik az ukrán kormány. A TASZSZ állami hírügynökség oldalán megszólaltatott egyik katonai szakértő szerint Oroszország akkor tudja „kivonni” Ukrajnát az USA érdekszférájából, ha elfoglalja az összes területet a Dnyepertől keletre és az egész fekete-tengeri régiót.

#### A harcok kitörése
Az első fegyveres összecsapás 3 óra 40 perckor kezdődött el, amikor az orosz katonák átlépték a határt a luhanszki területi Milovénál és tüzet nyitottak az ott tartózkodó ukrán katonákra. Pár órával később az orosz hadsereg, valamint a luhanszki és donyecki kváziállamok milíciái Fehéroroszország, Oroszország, a donbaszi szeparatista államok és Krím-félsziget területéről kiindulva megkezdték a támadást Ukrajna ellen, ezzel kezdetét vette a teljeskörű invázió. A gyalogos csapatok és a páncéloshadosztályok támadásával egy időben rakéta csapások kezdődtek, amelyek az ukrán katonai támaszpontokat és nagyvárosokat célozták meg országszerte, ezek elsődleges célja az ukrán légierő, valamint a légvédelmi és a kommunikációs rendszerek megsemmisítése volt. Az első nap folyamán több mint 100 ballisztikus rakétát és robotrepülőgépet lőttek ki stratégiai célpontokra az oroszok és mintegy 75 bombázó repülőgéppel hajtottak végre csapásokat, és a hadügyminisztérium már február 28-án bejelentette, hogy megszerezték a teljes légifölényt az egész ország fölött. Ez az állítás később hamisnak bizonyult, amelyet közvetve az oroszok is elismertek azáltal hogy a „különleges művelet” későbbi szakaszaiban is rendszeresen beszámoltak újabb ukrán repülőgépek és helikopterek lelövéséről. Az invázió első napján Volodomir Zelenszkij elnök statáriumot vezetett be és kihirdette az általános mozgósítást, azóta a 18 és 60 év közötti ukrán férfiaknak tilos elhagyniuk az országot.

#### Első fázis – északi front

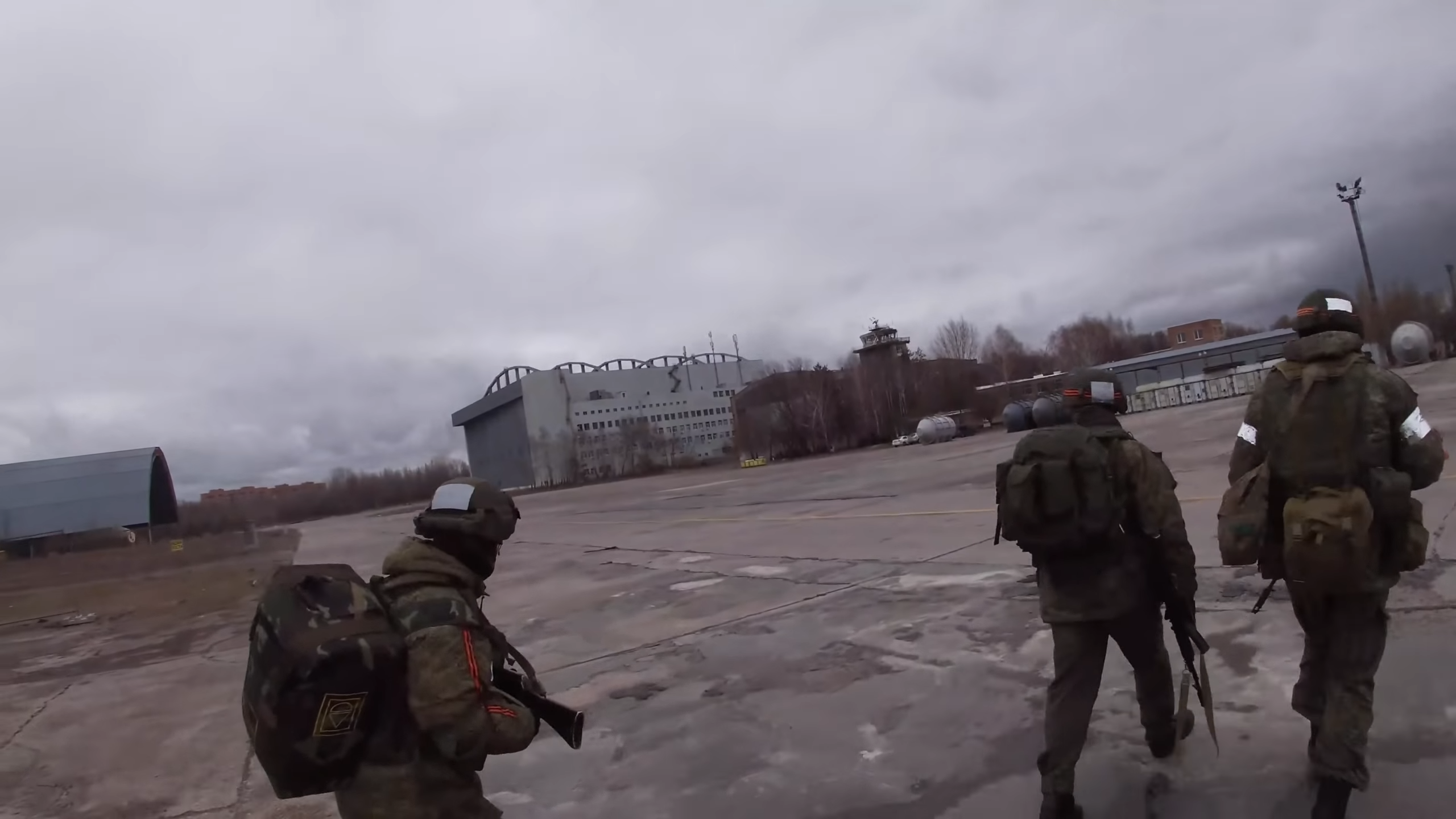
Orosz deszantosok támadnak a hosztomeli repülőtéri csata során

A háború északi frontján az oroszok a főváros, Kijev elfoglalását tűzték ki célul. Az oroszok a város ellen zajló offenzívával egy időben igyekeztek lefejezni az ukrán vezetőséget, a Wagner-csoport zsoldosai és csecsen alakulatok, a kadiroviták a háború első napjaiban több alkalommal merényletet kíséreltek meg Zelenszkij ellen. Az amerikai kormány felajánlotta, hogy kimenekíti az elnököt a veszélyes zónából, de Zelenszkij visszautasította az ajánlatot.
Az orosz hadvezetés azt a stratégiát alkalmazta, hogy a deszantos egységeivel megkísérelte átvenni az irányítást a frontvonalak mögött elhelyezkedő katonai repülőtereken, hogy hídfőállásokat alakítson ki, megkönnyítve a Fehéroroszországból támadó páncélos alakulatok számára az előrenyomulást és a város bekerítését. A vaszilkivi repülőtér elleni támadást visszaverték az ukránok, a hosztomeli repülőtéren vívott csata során viszont miután többször gazdát cserélt a komplexum, az oroszok győztek. Hosztomelnél az ukránoknak sikerült megrongálniuk a kifutópályát a fő orosz erők megérkezése előtt.
A szárazföldi csapatok támadásukat a Dnyeper két partján egymással párhuzamosan kezdték meg, de a keleti oldalon Csernyihiv ostroma miatt hamar lelassult az előrehaladás. A folyó nyugati partján a szpecnaz és a reguláris csapatok elsőként a csernobili csatában mértek vereséget az ukránokra az 1986-os katasztrófa óta lezárt övezetben és elfoglalták Makarivot, majd a kijevi agglomeráció településein át nyomultak előre. Az oroszok március 5-én elfoglalták Hosztomelt, 12-én Bucsát, Irpinnél viszont megakadt a támadás. Március 4-én egy 65 km hosszú, orosz katonai járművekből álló konvoj indult meg Kijev felé, azonban mivel nem sikerült az áttörés, az ukrán támadások hatására a menetoszlop idővel feloszlott. Az ukrán hadsereg március 25-én ellentámadásba kezdett, visszafoglalva Makarivot, április 1-ére pedig újra a védők kezére került a fővárosi agglomeráció többi települése is, így ukrán győzelemmel ért véget a kijevi csata.
A Kijev környéki települések rövid ideig tartó megszállása alatt az oroszok számos háborús bűncselekményt követtek el a civil lakosság ellen, a legjelentősebb vérengzés közülük a bucsai mészárlás volt, amelynek megtörténtét a helyi lakosokkal készített interjúk, videófelvételek, elfogott orosz rádióbeszélgetések és műholdfelvételek is bizonyítják.

#### Első fázis – északkeleti front

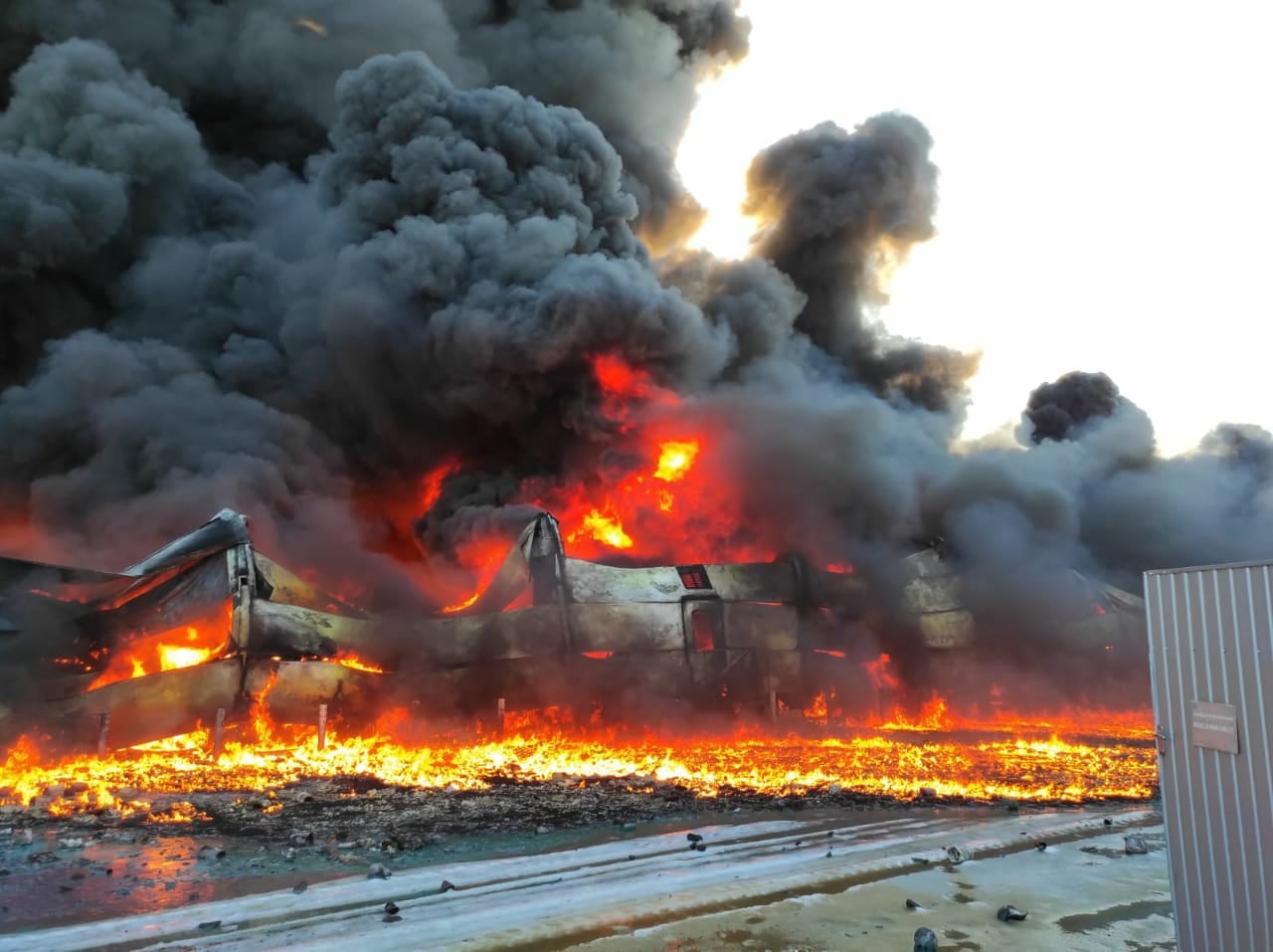
Égő raktárépület Szumiban a város ostroma során

Az Ukrajna északkeleti részén fekvő Csernyihivi és Szumi terület elleni offenzíva során az Institiute for the Study of War elemzése szerint az inváziós erők fő célja a nagyvárosok elfoglalása volt, valamint Kijev bekerítése keleti irányból. Az offenzíva során az oroszok elfoglalták a két terület nagy részét. Szumit északról megkerülve a főutak mentén gyorsan nyomultak előre, kevés frontális ellenállással találkoztak és március 4-ére elérték Kijev keleti külvárosait, teljes bekerítéssel fenyegetve a fővárost. A két területi székhelyet teljesen körbezárták a támadók, de nem tudták elfoglalni a városokat. Csernyihivet 39 napon át ostromolták, az orosz határtól alig 35 km-re fekvő Szumi ellen zajló támadás során pedig az intenzív városi harcok során az ukrán védők saját forrásaik szerint több mint 100 támadó harckocsit lőttek ki.
Az északkeleti fronton az ukránok a sűrűn beépített, harckocsikkal nehezen támadható városi övezetekben alakították ki ellenállási gócpontjaikat, relatíve biztonságban a tűzerő tekintetében fölénnyel harcoló támadóktól, és közben mozgékony könnyűgyalogságuk a nyugati országok által szállított drónok és páncéltörő rakéták segítségével folyamatos rajtaütésekkel zavarta meg az orosz kommunikációs vonalakat, a konvojok mozgását és az utánpótlási láncokat, először lelassítva az előrenyomulást, majd visszavonulásra kényszerítve az orosz hadsereget.

#### Első fázis – keleti front

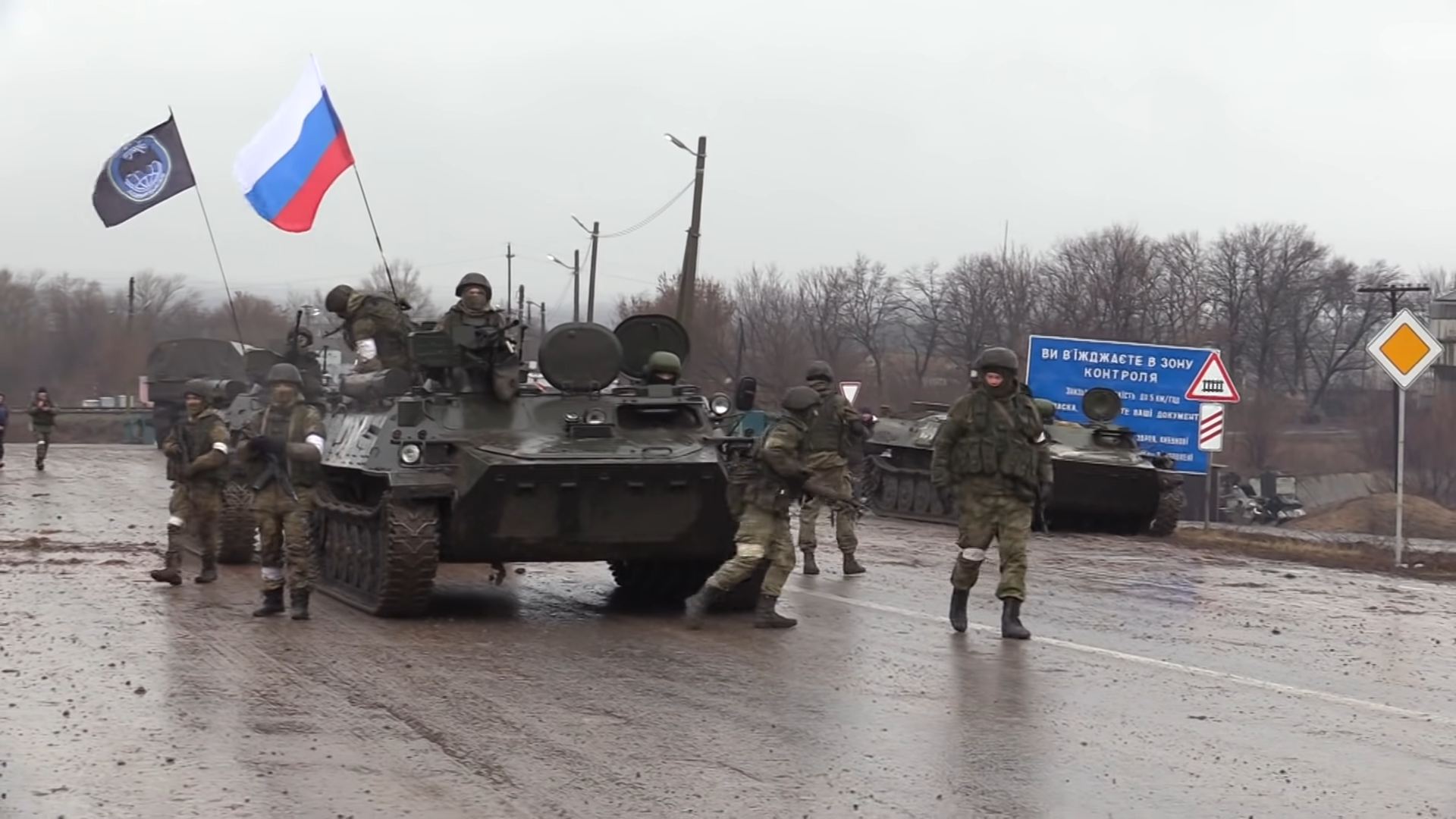
Orosz katonák a Luhanszki területen, Novoajdarban

A keleti fronton Oroszország célja a második legnagyobb ukrajnai város, az 1,4 millió lakosú Harkiv és a környező terület elfoglalása volt, valamint a Luhanszki és a Donyecki terület ukrán kézen lévő részeinek megszállása. A putyini vezetés egyik legfontosabb háborús céljaként tűzte ki a főleg oroszajkúak által lakott keleti területek „felszabadítását az ukrán uralom alól”, ez a terv magába foglalta a három terület későbbi annektálását is megrendezett népszavazások segítségével.
A háború első napján a harkivi belvárosba betörő orosz páncélos konvoj támadását az ukrán védők visszaverték. A város körül ezután véres árokharcok bontakoztak ki és eközben az orosz kazettás bombák hatalmas pusztítást végeztek az épületállományban, számos civil életét követelve. A Harkivi terület keleti részén az offenzíva nagyobb sikereket ért el, orosz kézre került Kupjanszk, Balaklija és Izjum is. Luhanszki terület északi részén is előrenyomultak az oroszok és a szövetséges szeparatisták, elfoglalták Novoajdart, de Rubizsne, Szjevjerodoneck és Liszicsanszk az első fázis során egyelőre ukrán kézen maradt.

#### Első fázis – déli front

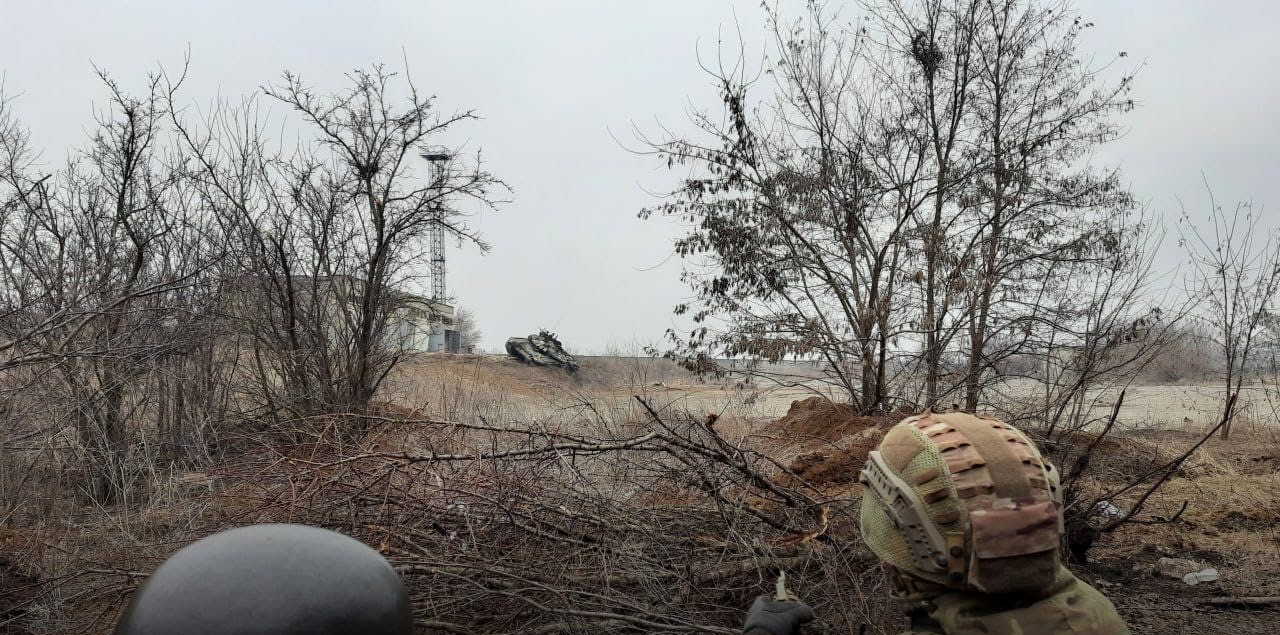
Ukrán katonák támadnak egy orosz harckocsit a mariupoli csata során

Az invázió első szakaszában az inváziós erők az ország déli részén érték el a legnagyobb sikereiket. Február 24-én az orosz csapatok a Perekopi-földszoroson keresztülhaladva átlépték a határt és átvették az irányítást a Krím vízellátását biztosító, ám 2014 óta elzárt Észak-krími-csatorna fölött.
A Krímből kiindulva az inváziós erők három irányban támadtak. Egyik csoportjuk a tengerpart mentén kelet felé haladva elfoglalta Bergyanszkot, majd tovább haladt Mariupol felé, hogy összeköttetést alakítson ki a Donbaszban állomásozó erőkkel. A 450 000, nagyrészt oroszajkú lakosnak otthont adó Mariupol jelentősége abban rejlett, hogy a Donyecki területen fekvő városként magáénak követelte a Donyecki Népköztársaság, valamint itt állomásozott az orosz propaganda célkeresztjében álló szélsőjobboldali Azov ezred is. A város ostromának kezdetén a keletről támadó donyecki szeparatista milíciák még vereséget szenvedtek Pavlopilnál, azonban egy haditengerészeti akcióban több ezer orosz szállt partra Mariupoltól 70 km-re nyugatra és ez az erő a Krím felől érkező csapatokkal egyesülve teljesen bekerítette északról a kikötővárost, megteremtve az összeköttetést a donyeckiekkel.

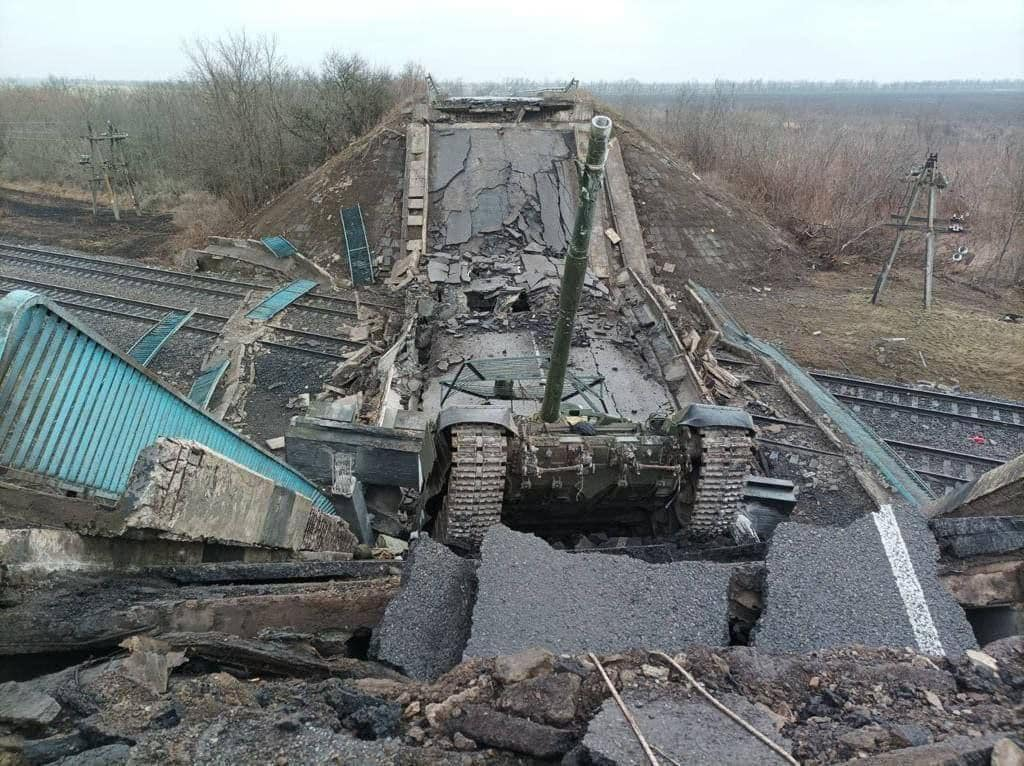
Lerombolt hídon rekedt orosz harckocsi a Mikolajivi területen, Kalinivkában

Az oroszok észak felé haladó 22. számú hadteste február 26-án elérte a Zaporizzsjai atomerőművet és az azt kiszolgáló várost, Enerhodart. A település ostroma során az atomerőmű egyik melléképülete kigyulladt, de a reaktor nem szenvedett károkat és a támadók átvették az ellenőrzést a komplexum felett. Március folyamán az oroszok elfoglalták a Zaporizzsjai terület déli részét, ennek részeként bevonultak Melitopolba is. Március 2-án aratták az inváziós erők legjelentősebb sikerüket a déli fronton, amikor a herszoni csata során elfoglalták az első (és a „különleges hadművelet” során mindeddig egyetlen) területi székhelyet Ukrajnában. Az ütközetben megszerezték az ellenőrzést a Dnyeperen átívelő hidak felett is és tovább nyomultak Mikolajiv felé, de nem tudták bevenni a kikötővárost. A települést megkerülve északnyugati irányban a támadók egészen Vozneszenszkig eljutottak, de az elhúzódó ellátási láncok és a heves ukrán ellenállás miatt visszavonultak a Herszoni területre.

#### Orosz visszavonulás északon

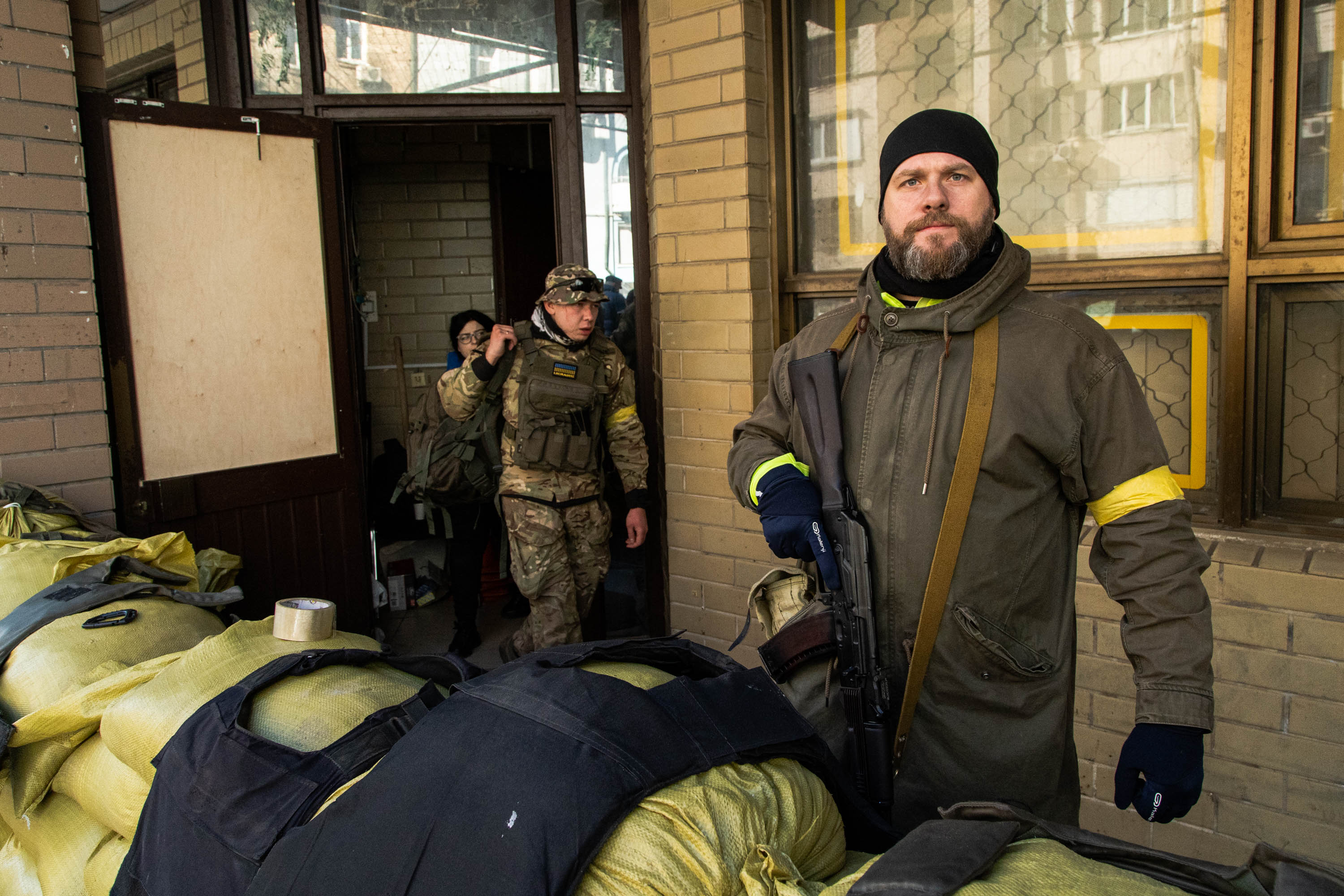
Ukrán területvédelmi erők február 25-én Kijevben

Oroszország március 29-én bejelentette, hogy „drasztikusan lecsökkenti a katonai aktivitást Ukrajna északi részén”, ezzel megkezdődött a csapataik visszavonulása a Kijevi, a Csernyihivi és a Szumi területről, ez a folyamat április 6-án felyeződött be. A kivonulás során nagy mennyiségű hátrahagyott orosz haditechnika került az ukránok kezére.
A nyugati, ukrán és orosz ellenzéki források szerint a visszavonulás jelezte, hogy meghiúsultak Oroszország villámháborús tervei, nem sikerült elfoglalnia Kijevet és megbuktatnia az ukrán vezetést. Az ukrán győzelem okaiként leggyakrabban a lakosság heves ellenállását és az ukrán katonák magas morálját szokták kiemelni, valamint azt, hogy az orosz hadsereg alábecsülte ellenfele védelmi képességeit. Kulcsfontosságú szerepet játszottak a védők északi sikereiben a nyugatról érkező fejlett katonai felszerelések, mint az NLAW és Javelin páncéltörő rakéták és Bayraktar drónok. Az orosz vereség okaként szokták említeni még az orosz erők alacsony morálját, a parancsnoki lánc merevségét és a rosszul szervezett logisztikát, ami miatt az elhúzódó utánpótlási vonalak törékennyé váltak, valamint azt hogy nem sikerült uralniuk a légteret.
Az oroszországi kormánymédia utólagos interpretációja szerint az észak-ukrajnai hadműveletek teljes mértékben sikeresek voltak, céljuk az volt csupán, hogy lekössék az ukrán csapatok jelentős részét a főváros védelménél és ott tizedeljék meg őket, miközben a fő erők a Donbasz elleni offenzívára fókuszálhattak. E szerint az értelmezés szerint az oroszok csak azért nem foglaltak el nagyvárosokat, mint Kijev, Csernyihiv és Szumi, hogy „elkerüljék a civil áldozatokat”.

### Az invázió második fázisa – orosz offenzíva keleten és délen (április 8–szeptember 5.)

Az invázió második fázisának térképe

Április 19-én Szergej Lavrov, Oroszország külügyminisztere bejelentette, hogy kezdetét veszi a különleges művelet második fázisa, amelynek célja Doneck és Luhanszki terület teljes területének elfoglalása és a Szlovjanszknál, valamint Kramatorszknál állomásozó ukrán erők bekerítése, és ennek érdekében az északon harcoló alakulatokat átcsoportosítják a keleti frontra. Az USA Nemzeti Hírszerzési Igazgatója a szenátusnak intézett közleményében kiemelte, hogy az invázió második fázisában a támadók célja egész Dél-Ukrajna elfoglalása és a szárazföldi összeköttetés megteremtése a Krím és és a Moldova keleti részén található oroszbarát szakadár államalakulat, Transznisztria között. A terv meglétét megerősítette Rusztam Minnekajev, az orosz Központi Katonai Körzet parancsnokhelyettesének közleménye, amiben a dnyeszter menti oroszok védelmével indokolta a támadást, valamint Putyin fehérorosz szövetségese, Lukasenka is, aki egy térképen mutatta be az invázió déli célpontjait, köztük Odesszát és Mikolajivot.

#### Második fázis: keleti front

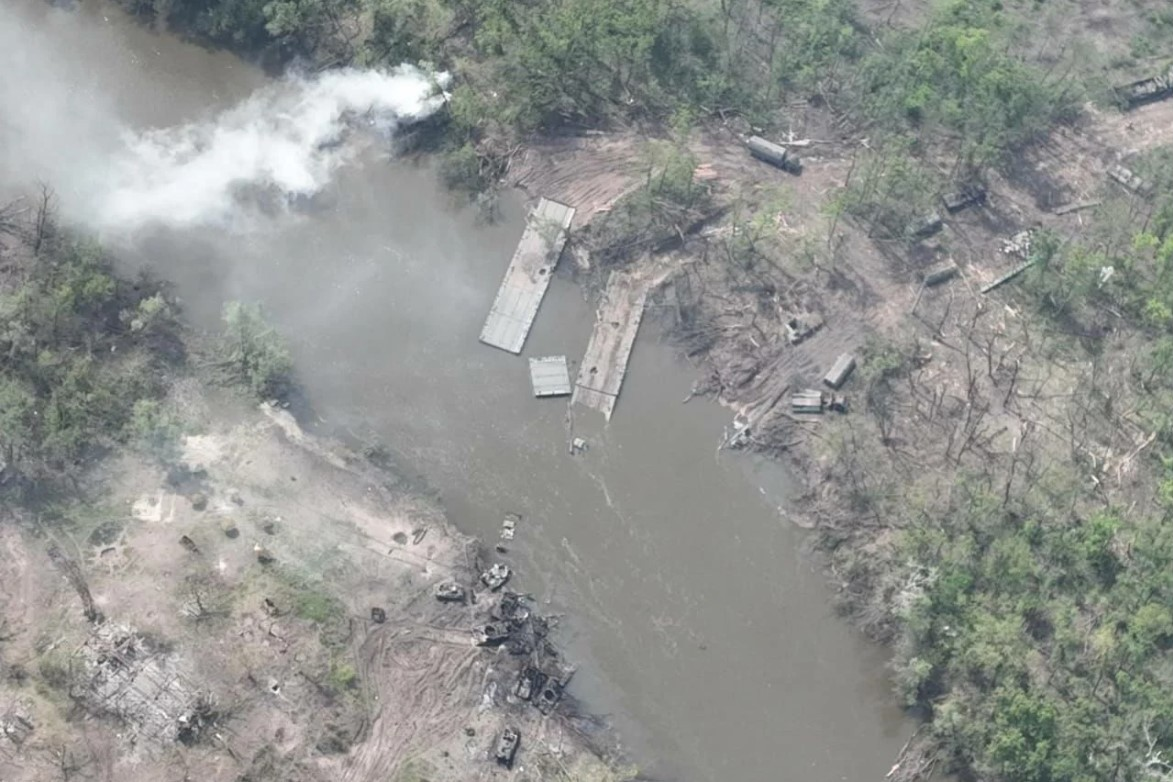
Megsemmisült orosz pontonhíd és kiégett harckocsik a donyec-folyói csata során

A keleti front északi szakaszán a frontvonal a Donyec-folyó mentén húzódott. Az oroszok célja a térségben az ukránok bekerítése volt északról, Izjum irányából. Több alkalommal átkelést kíséreltek meg a folyón pontonhidak segítségével, de a donyec-folyói csatában műholdfelvételek alapján több mint 70 harci járművet vesztettek és nem tudtak hídfőállásokat kialakítani a túlparton. Az észak-donyecki és nyugat-luhanszki városövezetben az oroszok fokozatosan haladtak előre, április 19-én elfoglalták Kreminnát, május 7-én Popasznát, 12-én Rubizsnét, majd 27-én Limant, teljes bekerítéssel fenyegetve a legnagyobb ukrán kézen lévő luhanszki várost, Szjevjerodonecket. A szjevjerodonecki csata egész júniuson át tartott, az ukránok nagy erőkkel védték a települést és a heves harcok során többször is gazdát cserélt a városközpont, de végül június 24-én győztek az oroszok és július 3-án bevonultak a szomszédos Liszicsanszkba is. Ezzel az egész Luhanszki terület a szeparatisták, a Luganszki Népköztársaság irányítása alá került. Ezt követően állóháború alakult ki a keleti fronton.
Az invázió második fázisa során már a frontvonalak nem változtak gyorsan, a szembenálló felek beásták magukat és a lövészárokharcok váltak általánossá. Az oroszok megváltoztatták a taktikájukat, a villámháború helyett a lassú felőrlés stratégiáját alkalmazták, elsősorban jelentős tüzérségi fölényüket kihasználva. Minden környező épületet és infrastruktúrát lerombolva támadták az ukrán állásokat, majd gyalogságukkal bevonultak az elhagyott településekre. Az ukránok nagyon súlyos emberveszteségeket szenvedtek az oroszok donbaszi offenzívája során, Zelenszkij nyilatkozata szerint májusban és júniusban naponta 100-200 ukrán katona halt meg és a sebesültekkel együtt a napi veszteségszám elérte a 700-at. Az ukrán vezetés szerint júliusban az újabb nyugati fegyvereknek köszönhetően már javult a helyzet.

#### Második fázis: déli front
A második fázis során tovább folytatódott a mariupoli csata, ahol az ukrán védők immár messze a frontvonaltól, bekerítve harcoltak tovább. Az ostrom során rendkívül súlyos humanitárius krízis alakult ki, a városi tanács közlése szerint mintegy 21 000 civil életét követelve. Miután az oroszok elfoglalták a belvárost, az ukránok a kikötői negyedbe és az Azovsztal vasüzem területére szorultak vissza. A legtovább az üzem bombabiztos pincerendszerében húzódó ellenállási gócpont tartott ki, az utolsó védők május 16-án, 82 napig tartó ostrom után adták meg magukat.
A nyugati irányú előretörést vizionáló haditervek ellenére a Zaporizzsjai és Herszoni területen húzódó front nem változott jelentősen, állóháború alakult ki, ennek során a szembenálló felek elsősorban tüzérséggel lőtték egymást.

### Az invázió harmadik fázisa (szeptember 5–november 11.)

Az invázió harmadik fázisa

Július elejétől kezdődően nyugati fegyverszállítmányok újabb hulláma érkezett meg Ukrajnába, amely elsősorban fejlett nehéztüzérségi fegyverrendszereket tartalmazott. Az országba érkezett 12 darab amerikai HIMARS rakéta indító rendszer, valamint az M777 tarackok jelentősen nagyobb tűztávolsággal és pontossággal rendelkeznek mint az oroszok által használt szovjet eredetű ütegek. A nyugati technológia fölényének köszönhetően az ukránok hatékonyan tudták támadni az orosz lőszerraktárakat és infrastruktúrát. Az erőviszonyok megváltozását jól mutatták a tűzeseteket nyomon követő műholdas felvételek is, július előtt elsősorban a frontvonal ukrán oldalán okoztak tüzeket a becsapódások, az új fegyverek érkezése után azonban már az oroszok által megszállt területet érte a legtöbb támadás. Az a tény hogy Oroszország elvesztette a tüzérségi fölényét, lehetővé tette az ukrán ellentámadásokat.

#### Harmadik fázis: herszoni ellentámadás
Augusztus 29-én Zelenszkij beszédében utalt rá, hogy ellentámadást indítanak a Herszoni területen, ezt számos magas rangú tisztviselő is megerősítette. Az offenzíva célja az volt, hogy visszafoglalja az orosz kézen lévő területeket a Dnyepertől nyugatra, valamint a szintén itt található, békeidőben csaknem 300 000 lakosú ipari központot, Herszont. Az ukránok rakétatacsapásokkal támadták a Dnyeperen átvezető hidakat, az ideiglenes pontonhidakat és kompokat, hogy elvágják az ellenfél utánpótlását. Szeptember 4-én visszavonultak az orosz erők Viszokopilljából, október 3-án pedig a herszoni front északi részén az ukrán csapatok ismét áttörték az orosz vonalakat és mintegy 40 km-t nyomultak előre a területi székhely irányába, számos települést visszafoglalva. November 9-én az Ukrajnában harcoló orosz csapatok parancsnoka, Szurovikin tábornok és a honvédelmi miniszter, Szergej Sojgu bejelentették, hogy teljesen visszavonják csapataikat a Dnyeper nyugati partján lévő területekről, feladva az ott elfoglalt városokat. A következő napon, november 10-én az ukrán hadsereg áttört az orosz védelmen Sznihurivka városánál, és 11-én bevonult Herszonba, valamint a környező településekre. Az orosz hadsereg viszonylag rendezetten hajtotta végre a visszavonulást és felrobbantották a folyón átvezető hidakat maguk mögött. A herszoni ellentámadás stratégiai jelentőségű siker volt Ukrajna számára, visszafoglalták az egyetlen területi székhelyet, amely orosz kézre került az invázió során, és azáltal, hogy Oroszország elvesztette a hídfőállását a Dnyeperen túl, gyakorlatilag lehetetlenné vált egy jövőbeli hadjárat Mikolajiv és Odessza ellen.

#### Harmadik fázis: harkivi ellentámadás

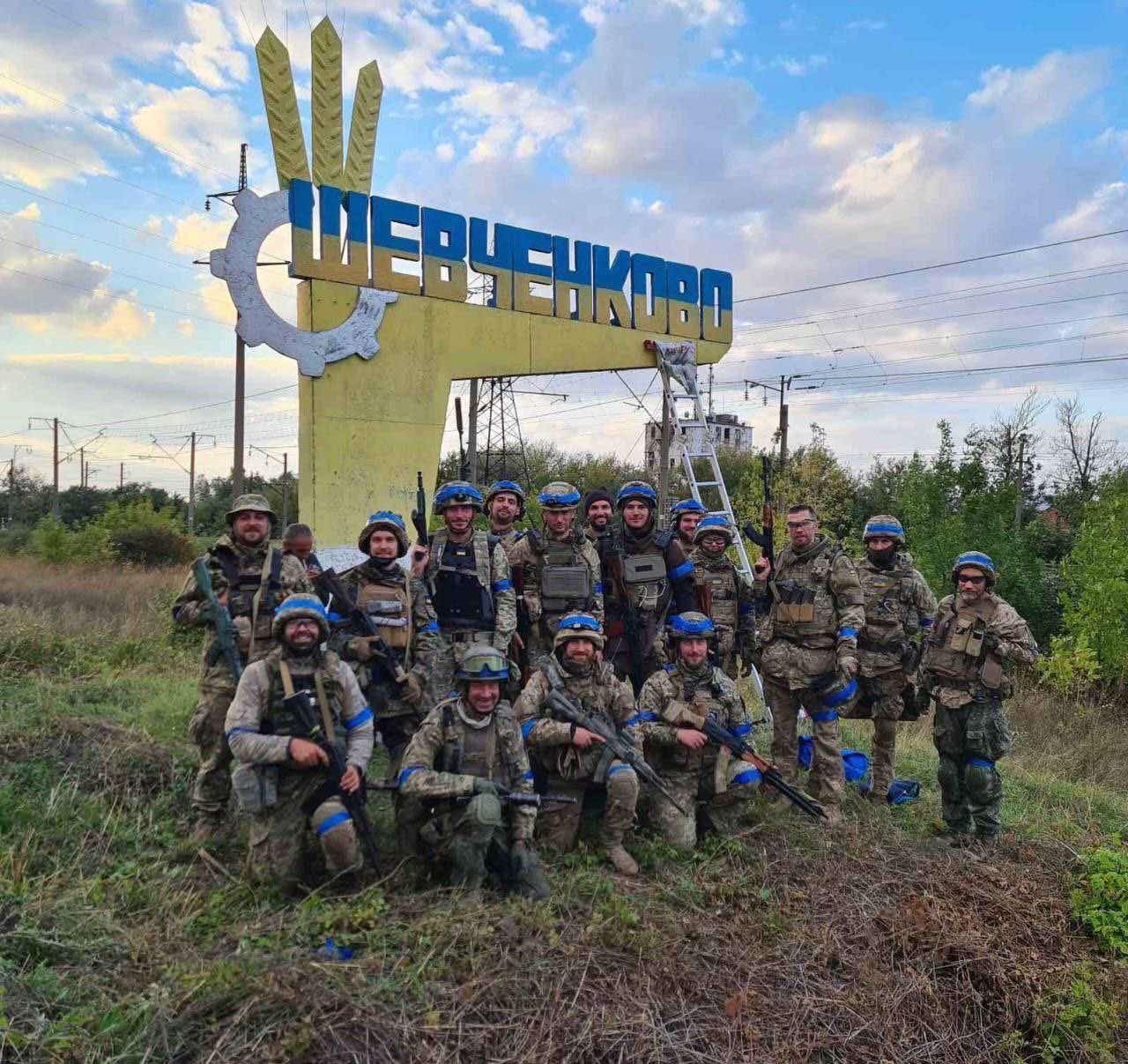
Ukrán katonák a visszafoglalt Sevcsenkovóban, harkivi ellentámadás

Amíg a média figyelme a herszoni ellentámadásra irányult, és az oroszok is nagy erőket csoportosítottak át a térségbe, az ukránok egy második ellentámadást is megkezdtek Harkivi területen. Szeptember 6-án egy meglepetésszerű támadással áttörték az orosz védelmet Balaklija mellett, 8-án bevették a várost és egy gyors hadmozdulattal előrenyomultak a térség legfontosabb logisztikai központjaként számontartott Kupjanszk városig, melyet végül szeptember 12-én foglaltak el. A bekerítéstől tartva az oroszok feladták a legnépesebb kelet-harkivi város, Izjum védelmét és visszavonultak az Oszkol folyó vonala mögé. Az ellentámadás ezen szakaszában az ukránok több mint 8000 km²-nyi területet foglaltak vissza.
Szeptember 12-én az ukránok Szvjatohirszknél átkeltek a Donyec folyón, ezzel egyidőben az Oszkolon is Kupjanszknál és Oszkil településnél. Szeptember második felében fokozatosan bekerítették a Limannál állomásozó oroszokat és október 1-én elfoglalták a várost. Ezt követően az Oszkol keleti partján fekvő települések is ukrán kézre kerültek, és az oroszok visszavonultak a Luhanszki terület határáig. A harkivi ellentámadás meglepetésként érte az oroszokat és nem tudtak rendezetten visszavonulni, így a megjelent videók tanúsága alapján nagyszámú haditechnikát vesztettek, és számos katonájuk került hadifogságba.

#### Harmadik fázis: donbaszi front
A háború harmadik fázisa során a donbaszi, vagyis keleti frontvonal maradt az egyetlen hadszíntér, ahol továbbra is az oroszok voltak offenzívában. Itt a hadműveleteik fő célpontjává a mintegy 70 000 lakosú iparváros, Bahmut vált. Gyakorlatilag minimális területi nyereségek (néhány falu elfoglalása) után augusztus 1-én megkezdődött a település ostroma.

### Az invázió negyedik fázisa: orosz téli és tavaszi offenzíva a Donbaszban (2022. november 12–2023. június 7.)
Herszon visszafoglalása és a északkeleti ukrán ellentámadás kifulladása után először patthelyzet alakult ki a fronton, majd Oroszország vette át újra a kezdeményezést a csatatéren. Az támadás célja továbbra is a Luhanszki és a Donecki terület egészének elfoglalása maradt. 2022. szeptember 21-én Putyin aláírta a részleges mozgósításról szóló határozatot, ami Shojgu védelmi miniszter közleménye szerint körülbelül 300 000 orosz férfit érintett. A NATO főtitkára, Jens Stoltenberg egy 2023. február 13-ai sajtótájékoztatón kijelentette, hogy információik szerint elkezdődött az oroszok téli offenzívája, ami a harcok intenzitásának jelentős erősödését hozta magával. A hadjárat során az orosz hadsereg elsősorban pusztító tüzérségi támadásaira, az újonnan mozgósított katonákra és a Wagner-csoport nevű magánhadseregre támaszkodott. Az orosz hadsereg a „különleges művelet” második fázisához képest is nagyon kevés területet foglalt el, a véres állóháborúban mindkét szembenálló fél naponta több száz katonát veszített.

#### Negyedik fázis: donbaszi front
A front északi, luhanszki szakaszán a harcok a Szvatove és Kreminna közötti vonalon zajlottak, komolyabb területi változások nélkül. Az egész keleti front legfontosabb gócpontja továbbra is a délebbre fekvő Bahmut városa maradt. A település környéki harcokban kiemelt szerepet kapott az orosz zsoldosokból álló hadosztály, a Jevgenyij Prigozsin által vezetett Wagner-csoport, amely általános amnesztia ígéretével több tízezer elítéltet is toborzott soraiba. A zsoldosszervezet harcosai január 12-én elfoglalták a településtől északra fekvő kisvárost, Szoledart és fokozatosan majdnem teljesen bekerítették magát Bahmutot is. A lövészárok-hadviselés borzalmas körülményei, az extrém magas veszteségek és a teljesen elpusztult környezet miatt a médiában gyakran párhuzamot vonnak a csata és az első világháború nyugati frontján lezajlott harcok között. Déli irányban felerősödött az ukrán kézen lévő Avdjiivka városának orosz ostroma is, nagyobb eredmények nélkül. A front délkeleti részén a donecki Vuhledar városa mellett lezajlott az egész háború eddigi legnagyobb tankcsatája, amely a védők jól koordinált tüzérségi és dróntámadásainak, valamint aknamezőinek köszönhetően ukrán győzelemmel zárult. A közösségi médiában megjelent drónfelvételek alapján február 8-án egyetlen rosszul sikerült támadás során az oroszok több, mint 30 páncélozott járművet vesztettek, az ukrán vezérkar szerint pedig ellenfelük összesen 130 járműve semmisült meg a város környéki harcokban, köztük 36 harckocsit.

### 2023-as ukrán ellentámadás (2023. június 8. – napjainkig)
Az ukrán erők a külföldi fegyverszállítmányok beérkezésével nagyszabású ellenoffenzívát terveztek a nyár folyamán. A hadműveletek azonban szétszórt, többfrontos mozdulatokban valósultak meg kisebb létszámú egységekkel. A kiépített orosz állások a legtöbb helyen masszívan ellenálltak, és végül az ukrán műveletek csak csekély mértékű változást hoztak a frontszakaszon.
2023 októberére az egész ukrán-orosz frontvonal befagyott. Tekintve, hogy fegyverszüneti egyezmények felé sem történtek előrelépések, az elemzők tartós befagyott konfliktust vetítenek elő az ukrán és orosz hadsereg között.

### Egyéb események (2022–2023)

#### Szeptember
A mozgósítás eredményeképp egy nagyobb orosz menekültáradat indult Finnország és Észtország felé.
Szeptember 26-án az Északi Áramlat nevű földgázvezeték egyik vonalán csökkent a nyomás, ami a vezeték megrongálódása miatt történt. A károkozással Oroszország került gyanúba a háború miatt, míg az oroszok Amerikát vádolták szabotázzsal. A CIA állítólag már nyáron figyelmeztetett arra, hogy az oroszok a vezeték megrongálására készülnek. Ennek ellenére nem az oroszok rongálták meg a vezetéket, hanem az ukránok. 2024. augusztus 14-én a német főügyész elfogatóparancsot adott ki Volodimir Z. ukrán állampolgár ellen az Északi Áramlat felrobbantása miatt. A gázvezeték felrobbantását korábban Volodimir Zelenszkij ukrán elnök hagyta jóvá.

#### Október
Október 8-án egy autóba rejtett pokolgép részlegesen megsemmisítette a 2018-ban átadott Krímbe vezető Krími hidat, ami az orosz szárazföldet kapcsolta össze a félszigettel a Krím 2014-es annektálása után. A híd akkori avatásán maga Putyin is részt vett. A robbanás miatt a fél útpálya egy része a tengerbe zuhant, a vasúti részén pedig több vasúti kocsi kigyulladt. A megrongálódott hídon ellehetetlenült a hadi utánpótlás lehetősége.
Október 10-én Oroszország összetett rakétatámadásokat intézett Ukrajna számos nagyvárosa, köztük Kijev ellen, ami jelentős károkkal és sok civil áldozattal járt. A támadásokat egyértelműen a Kercsi-híd elleni szabotázs miatti bosszúként értelmezték. Putyin ki is jelentette, hogy a híd elleni támadást „ukrán terrorakcióként” kezeli. Charles Michel, az Európai Tanács elnöke egyértelműen háborús bűncselekménynek minősítette az orosz támadásokat, de Ursula von der Leyen, az Európai Bizottság elnöke is élesen bírált, terrorral és brutalitással vádolva Oroszországot.

#### November
A háború kitörése óta, november 15-én első ízben ért rakétatalálat NATO tagországot, amikor Lengyelországban egy vagy két rakéta csapódott be egy falu közelében, két ember halálát okozva. Az incidenst az első információk alapján véletlen becsapódásként kezelték, de Lengyelország összehívta a NATO védelmi tanácsát a szervezet 4. cikkelyére hivatkozva. Oroszország tagadta, hogy a térségben bármire is rakétával lőttek volna és szándékos provokációnak nevezték a történteket. Egy nappal később kiderült, hogy az orosz gyártmányú rakéta az ukrán légvédelemtől keveredhetett lengyel területre, ugyanakkor az is kiderült, hogy a lengyel határhoz közel egy fontos stratégiai célpont, a Dobrotviri hőerőmű található, amit az oroszok lőttek is; ezt támasztja alá, hogy a becsapódás helyszínén más rakétamaradványokat is találtak. Jens Stoltenberg NATO főtitkár részvétét fejezte ki az elhunytak miatt, és közölte, hogy az incidensért így is Oroszország a felelős, mert az ő támadása miatt kényszerült Ukrajna a rakétái használatára.
November 23-án és 24-én Kijev áram nélkül maradt a támadások miatt, ezért az orvosi beavatkozásokat is elemlámpák fényénél lehetett csak elvégezni. Ursula von der Leyen bejelentette az Oroszországgal szembeni 9. szankciós csomag előkészületeit. Ezzel egyidőben az EP „terrorizmust támogató államnak” ítélte Oroszországot az ukrán civilek ellen elkövetett bűntettek miatt. A Kreml szerint Ukrajna vethetne véget a harcoknak, ha teljesítené Oroszország feltételeit. Közben 50 hadifoglyot cserélt ki Ukrajna és Oroszország. Ugyanekkor Nikol Pasinyan, Örményország elnöke feltűnően kritikusan viseltetett Putyinnal szemben a Kollektív Biztonsági Szerződés Szervezete nevű katonai szövetség csúcstalálkozójának megnyitóján. Pasinyan kijelentette, hogy Örményország tagsága nem volt képes elrettenteni Azerbajdzsánt az agressziótól, ezután nem volt hajlandó aláírni a szervezet nyilatkozattervezetét, amelyben Örményországnak nyújtottak volna közös segítséget, majd egyértelműen próbált Putyintól távol elhelyezkedni a közös fényképezéskor. Pasinyan kritikáját leginkább az orosz haderő háborúban elégtelen teljesítménye válthatta ki, ami a 2020-as hegyi-karabahi háború kapcsán vállalta az országa biztosítását, ami így kétségessé vált.

#### December
Az uniós pénzügyminiszterek tanácsa, az Ecofin december 6-án szavazott volna az Ukrajnának szánt 18 milliárd eurós segélyalapról, amit egyedül Varga Mihály magyar pénzügyminiszter nem támogatott. Korábban elhangzott magyar részről, hogy nem támogatják az Unió közös hitelfelvételét a segély miatt. Ez nem volt végleges döntés, csak elnapolták további egyeztetésekig.
Az orosz állami televízió szilveszteri műsorában több olyan műsorszámot mutattak be, ami az ukránokon vagy a nyugati országokon gúnyolódott, minek fő témája az volt, hogy a nyugat orosz energiaellátás nélkül maradt, és ezt a műsor szerint nagyon megszenvedik az országok.

#### Január
Kirill pátriárka felhívására Putyin január 6-án 12:00 órától január 7-én 24:00 óráig elrendelte a teljes ukrajnai frontvonalra vonatkozó tűzszünetet az ortodox karácsony idejére. Az ukránok szerint viszont ez idő alatt is történtek rakétatámadások orosz részről. Zelenszkij ukrán elnök hivatala már korábban cinikus csapdának és propagandaelemnek minősítette a tűzszünetet.
Egy január 9-i orosz közlés szerint több mint 600 ukrán katonát öltek meg Kramatorszkban, válaszcsapásaként egy korábbi hasonló ukrán hadműveletre, ahol legalább 100 orosz katona halt meg. Az orosz válaszcsapást viszont semmi nem igazolta, így ez egy hamis orosz propagandaállításnak minősült.

### 2025. évi események

#### Rendszeressé vált dróntámadások
A háború harmadik évében a harctéri eseményeken túl egyre gyakoribbá és egyre erőteljesebbé váltak az ukrán infrastruktúrát ért orosz drón támadások, amelyek közül sok esetben polgári célpontokat is találat ért. 2025 február 23-án, akkor rekordnak számító, 267 drónt indított. A tűzszünet elérésére tett amerikai közvetítés ellenére is folytatódtak a támadások. 2025. április 27-én éjszaka 150 drónnal hat ukrajnai régiót vettek célba, köztük Zsitomír, Odessza és Dnyipropetrovszk városait, halottakról is érkezett jelentés. Május 4-én éjszaka például Kijevet érte támadás, amelyben legalább 11 ember megsebesült, több lakóépület pedig kigyulladt. A május 15-ei isztambuli béketárgyalást követően május 18-án reggel Oroszország 273 drónnal a legnagyobb ismert dróntámadást indította, amelyben a Kijevi régióban halálos áldozat is volt és legalább három embert megsebesített. A célpontok elsősorban a kijevi, a dnyipropetrovszki és donyecki régiók voltak.  Május 24-én Oroszország 250 drónnal és 14 ballisztikus rakétával vette célba Kijevet, amelyből az ukrán légvédelemnek hat rakétát és 245 drónt sikerült hatástalanítania, de így is lakóépületek, autók, üzletek rongálódtak meg. Több régiót is ért támadás, halálos áldozatokról is adtak közzé adatokat. Ezt megelőzően orosz közlés szerint Ukrajna is több száz drónt indított Oroszország ellen, amelyből 485 drónt lelőttek. Június 4-én virradóra az oroszok ismét 95 darab Sahíd típusú és különböző típusú imitátor drónokkal mértek csapást ukrán célpontokra, köztük Harkiv, Odessza és Herszon városaira. Ukrán közlés szerint Harkivban polgári létesítményeket támadtak az oroszok.

#### Pókháló hadművelet
A „Pókháló hadműveletben” 2025. június 1-jén az Ukrán Biztonsági Szolgálat (SZBU) által szervezett támadás során négy orosz légitámaszpontra mértek egyszerre 117 kamikaze dróntámadást. Az akció különlegessége, hogy a bázisok (Olenya légibázis Murmanszk régióban, Belaja légi támaszpont Irkutszk megyében, Gyagilev bázis Rjazany térségében, és egy további bázis Ivanovo mellett) az ukrán határtól távol találhatóak. A Belaja légi támaszpont Délkelet-Szibériában, a frontvonaltól több mint 4000 km-re helyezkedik el. A művelet során FPV drónokat használtak, amelyek néhány száz euróba kerülnek, mindegyiknek saját irányítója volt. Az ukránok Cseljabinszk városában hoztak létre bázist, ahol vállalkozónak álcázva raktárt béreltek. A drónokat titkos rekeszekbe rejtették és teherautók platóján szállítottak a légibázisok közelébe. A művelet napján a teherautók tetejét távolról vezényelve felnyitották, majd a drónokat a néhány száz méter távolságban lévő célpontok felé irányították. Az orosz stratégiai rakétahordozó bombázóflotta jelentős része megsemmisült, köztük több TU-22 bombázó és egy Berijev A–50 típusú felderítőgép is, összességében több mint 40 (közlések szerint 41) repülőgépet ért találat. Ezek között megtalálható az A50 radarfelderítő repülőgép is, amely 300 millió euróba került. Az okozott kár mértékét összességében több mint 6 milliárd euróra becsülték.
A Pókháló hadművelet után két nappal az Ukrán Biztonsági Szolgálat másik akciója hajnalban került kivitelezésre. Ekkor már harmadik alkalommal vették célpontba a Krímet összekötő Kercsi-hídat. A víz alatti aknákkal robbantottak, az 1100 kilogramm TNT-nek megfelelő detonáció következtében ukrán közlés szerint a híd tartóoszlopai megrongálódtak. Ezt követően az oroszok tájékoztatást adtak ki, amely szerint a hid sértetlen, nem következett benne kár.
Trump 2025-ben több alkalommal egyeztetett telefonon Putyin elnökkel. Először még bizakodóan nyilatkozott, majd 2025 júliusában már csalódottságának adott hangot, idézve  "He's very nice all the time, but it turns out to be meaningless.", "talks nice but then bombs everybody" vagyis mindig nagyon kedves vele, aztán kiderül, hogy ennek nincs jelentősége és hogy Putyin szépen beszél, aztán meg mindenkit lebombáz. Az utóbbit arra érthette, hogy a telefonbeszélgetéseiket követő napokon rendszerint erőteljes orosz csapások érték Ukrajnát. Ezért Trump Ukrajnának – NATO-n keresztül – további Patriot légvédelmi rakéták küldéséről határozott. Továbbá július 14-én egy 50 napos ultimátumot adott az oroszoknak, hogy ezen idő alatt jöjjön létre tűzszünet, majd békemegállapodás, amennyiben erre nem kerül sor, akkor 100 százalékos „másodlagos vámokat” vezet be Oroszországgal szemben. Az ultimátumot előbb lerövidíttek, de ennek nem lett jelentősége, mert augusztus 15-én Trump személyesen fogadta Alaszkában Putyin elnököt. A megbeszélést eredményesnek ítéltek meg, azonban a tűzszünet irányába konkrét előrelépést nem hozott. 2025. augusztus 18-án Washingtonban Trump fogadta Zelenszkij ukrán elnököt és az őt elkísérő európai vezetőket. 

### Tengeri hadviselés

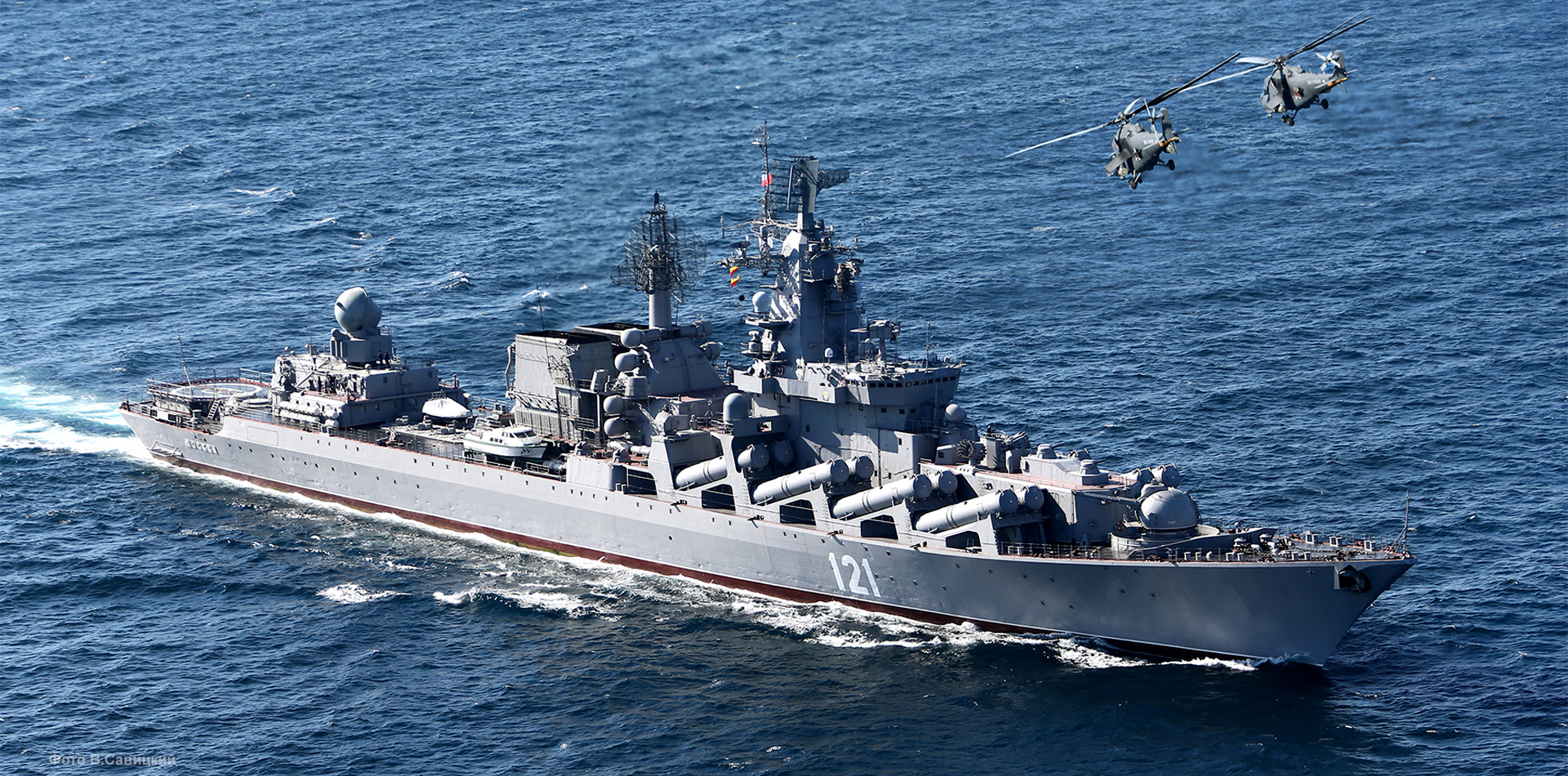
Az orosz fekete-tengeri flotta zászlóshajója, a Moszkva

Miután kitört a háború, Oroszország a Fekete-tengeren állomásozó flottáját újabb hadihajók átcsoportosításával szerette volna kiegészíteni, de Törökország a montreux-i egyezmény értelmében megtiltotta számukra az áthaladást a Boszporuszon. Az invázió első napján zajlott le a kígyó-szigeti csata, amelynek során az orosz zászlóshajó, a Moszkva megadásra szólította fel a sziget védőit, akik a később szállóigévé vált „Orosz hadihajó, húzz a faszba!” felkiáltással válaszoltak. Ezt követően az oroszok elfoglalták a stratégiai elhelyezkedésű földdarabot, és foglyul ejtették az ukrán határőröket. Az invázió korai szakaszában az ukrán haditengerészet csaknem teljesen megsemmisült. Zászlóshajójukat, a F130 Hetyman Szahajdacsnijt saját legénysége süllyesztette el február 28-án Mikolajivban, hogy ne kerüljön orosz kézre, a bergyanszki csata során számos ukrán hadihajót szereztek meg a támadók, köztük a L401 Jurij Olefirenkót, az U500 Donbasz pedig a mariupoli csata során semmisült meg.

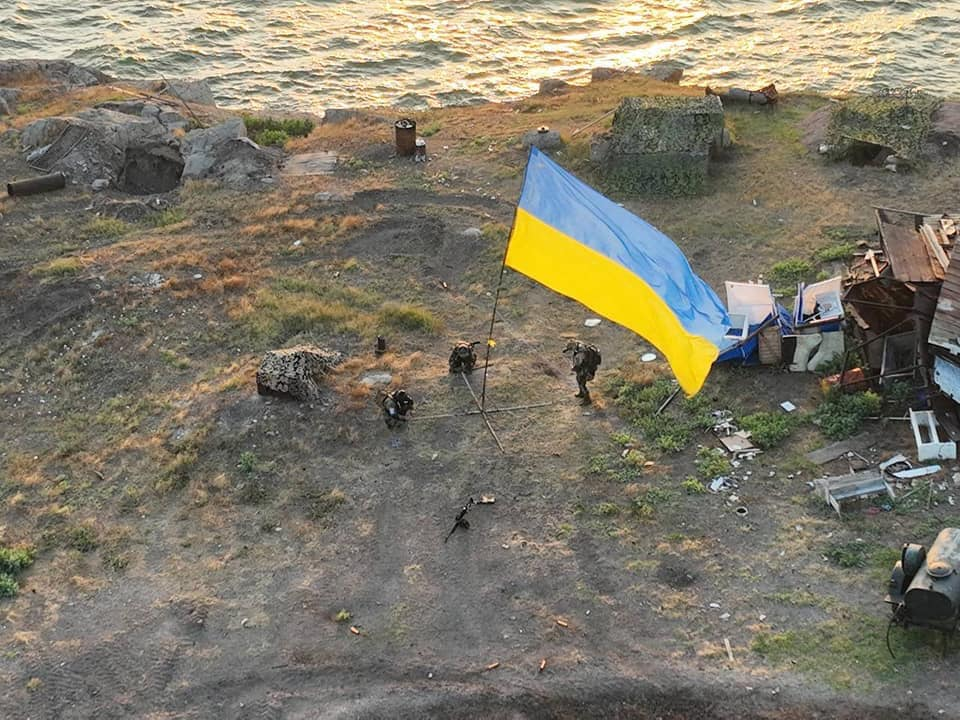
Ukrán katonák tűzik ki zászlajukat a visszafoglalt Kígyó-szigeten július 7-én

Az oroszok is szenvedtek veszteségeket, március 24-én egy ukrán rakétatámadás során találat ért egy partraszálló hajót, a bergyanszki kikötőben dokkoló Szaratovot. Április 13-án az orosz Fekete-tengeri Flotta zászlóshajóját, a Moszkvát két ukrán Neptun típusu robotrepülőgép találta el. Az orosz állami média szerint a súlyosan megsérült hadihajót megpróbálták elvontatni a Krím-félszigetig, de a viharos időjárás miatt elsüllyedt a jármű. Májustól kezdődően az ukránok vadászgépekkel és drónokkal támadni kezdték a Kígyó-szigeten állomásozó orosz helyőrséget, akik június 30-án végül visszavonultak a szigetről. Az orosz védelmi minisztérium interpretációja szerint csak a „jószándék jeleként” adták vissza a földdarab feletti kontrollt az ukránoknak.

## Orosz megszállás ukrán területeken
2022 előtt Oroszország mintegy 42 000 km²-nyi területet tartott megszállva (a Krímet, valamint a Donyecki és Luganszki népköztársaságokat). A teljeskörű invázió során újabb 119 000 km²-t foglalt el, így az invázió csúcspontján összesen 161 000 km²-nyi területet tartott ellenőrzése alatt Ukrajnában, az ország csaknem 27%-át. Az Institiute for the Study of War elemzése szerint ebből az ukránok novemberig 74 443 km²-t foglaltak vissza.

### Megszálló hatóságok

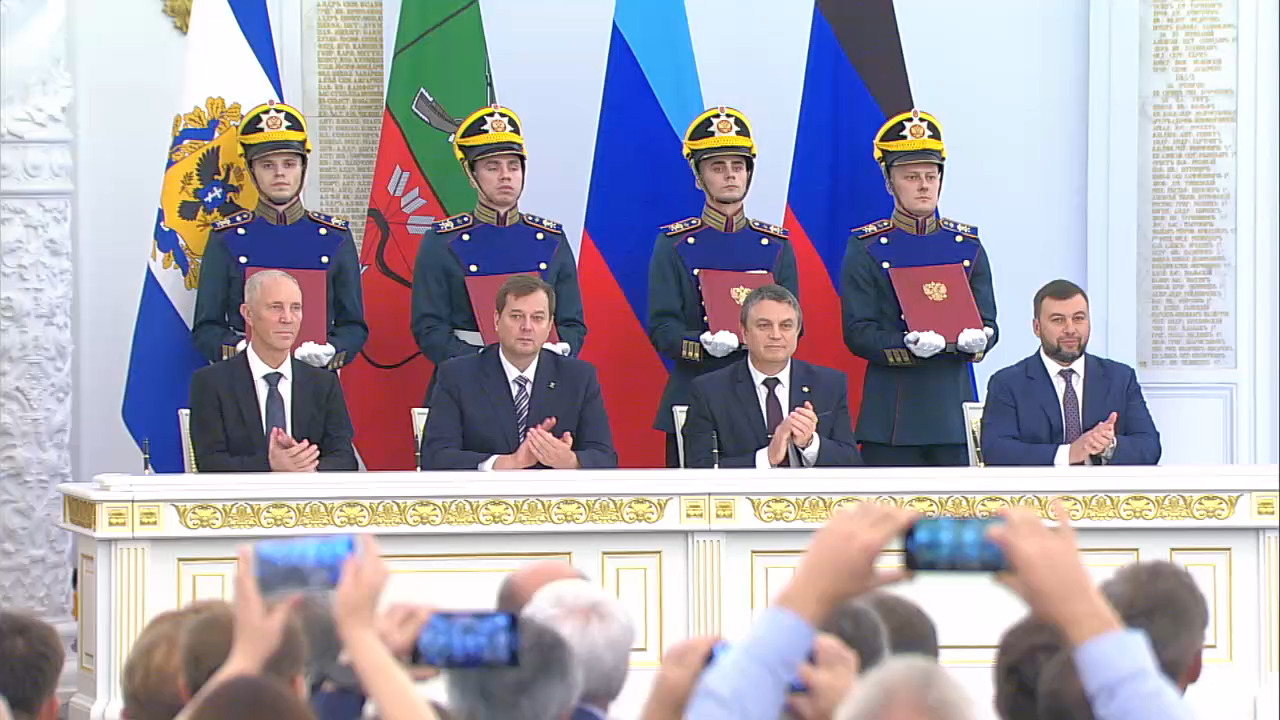
A négy terület Oroszországhoz hűséges vezetője Moszkvában (balról jobbra: Vlagyimir Szaldo – Herszon, Jevgenyij Balickij – Zaporizzsja, Leonyid Paszicsnyik – Luganszk, Gyenyisz Pusilin – Donyeck)

Amíg Észak-Ukrajna rövid ideig tartó megszállása alatt csak egy katonai adminisztráció állt fel, addig a Harkivi, a Zaporizzsjai és a Herszoni területen az oroszok megkezdték a civil megszálló rendszert is kiépíteni. Ennek részeként a megválasztott helyi vezetőket, polgármestereket lecserélték Moszkvából kirendelt politikusokra vagy helyi kollaboránsokra. Az orosz hatóságok különböző módszerekkel igyekeznek elérni, hogy a megszállt területek lakosai orosz útlevélért folyamodjanak, például számos esetben megtagadták a kórházi ellátást és a szociális segélyt a csak ukrán dokumentumokkal rendelkezők esetében. Oroszország célja a rubel bevezetése is a hrivnya helyett, ennek érdekében a bankok csak az orosz fizetőeszközt fogadják el, de ennek ellenére egyelőre a hrivnya is széles körben használatban maradt. A Guardian által kelet ukrajnai tanárokkal készített interjúk alapján a megszálló hatóságok az iskolai tanárokat egy dokumentum aláírására kötelezték, amelyben azok aláírták, hogy átváltanak az ukránról az orosz nyelvű oktatásra, aki ezt nem tette meg, azt elbocsátották. Az oroszok intenzív propagandakampánnyal igyekezték növelni a népszerűségüket az elfoglalt területeken, mindenhol láthatók óriásplakátjaik és nagy képernyővel felszerelt furgonok is járják az utcákat. Az új hatóságok ellenőrzőpontok és házkutatások segítségével igyekeztek megtalálni a Kijevhez hű polgárokat. Azokat, akiknek a telefonján nem megfelelő tartalmakat találtak, vagy nacionalista tetoválással rendelkeztek, súlyosan bántalmazták, vagy úgynevezett „szűrőtáborokba” hurcolták.

### Népszavazások és annexió

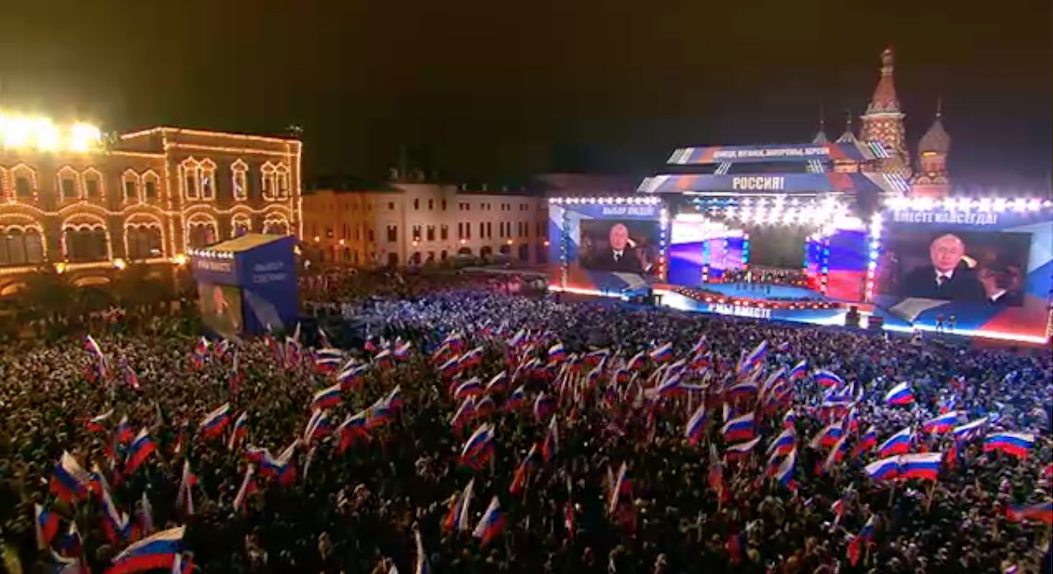
A négy ukrán terület annexióját ünneplő rendezvényen mond beszédet Vlagyimir Putyin Moszkvában

Szeptember 23 és 27 között látszat-népszavazásokat tartottak a Herszoni, a Zaporizzsjai, a Luhanszki és a Donecki területek orosz ellenőrzés alatt álló területein, amellyel a régiók Oroszországhoz való csatolását legitimilták. Szeptember 28-án azt közölték, hogy lakosság 82 százaléka voksolt, és 95,7 százalékuk az orosz csatlakozás mellett döntött. Putyin kijelentette a „négy új orosz régióról”, hogy az ott élők „örökre orosz állampolgárok lesznek”, az annexió végleges és nem alku tárgya. Amikor a szavazást tartották, egyik terület sem állt teljesen orosz ellenőrzés alatt, a helyi lakosság nagy része elmenekült, számos esetben pedig házról-házra járó fegyveresek gyűjtötték a szavazatokat. Az ukrán és külföldi források szerint az eredmények légből kapottak, az ENSZ és számos ország elítélte a voksolást. Volodimir Zelenszkij hivatalos rendelettel tette hatályossá, hogy ukrán részről Putyinnal az annexió után ellehetetlenült bármiféle tárgyalás. A világ országai közül egyedül Észak-Korea ismerte el legitimnek a referendum eredményeit és az annexiót.

### Polgári ellenállás
A megszállt területeken különösen az invázió korai fázisában kapott nagy szerepet a fegyvertelen polgári ellenállás. Civilek számos helyen tönkretették vagy átfestették az eligazodást segítő táblákat, hogy megnehezítsék a tájékozódást a támadók számára. Nagyszámú videó készült arról, hogy csoportokba verődött polgárok elállják a harckocsik útját, vagy blokádokat építenek, ilyen felvételek készültek például Enerhodarban, Bahmacsban, Bergyanszkban és Icsnyában is. Különösen nagy tüntetéseket tartottak az orosz megszállás ellen Herszonban, Konotopban, Primorszkban és Melitopolban, a tiltakozók ukrán zászlókat lengettek és a himnuszukat énekelték. A Kijevi területen fekvő Szlavutics városában a tüntető tömegnek sikerült elérnie a foglyul ejtett polgármester szabadon bocsátását. Miután a katonák több alkalommal villanógránátokkal és éles lőszerrel oszlatták fel a tömeget, a nagy tiltakozások márciusban abbamaradtak.

### Fegyveres ellenállás
Az oroszok által elfoglalt településeken fegyveres ellenállás is kibontakozott, a partizántevékenység elsősorban a Zaporizzsjai területen és Herszon városának környékén összpontosult. Az ellenállók az ukrán hadsereggel tartva a kapcsolatot segítenek meghatározni a célpontokat a tüzérség számára, támadásokat hajtanak végre az orosz őrposztok és utánpótlásvonalak ellen, vasúti létesítményeket, hidakat robbantva fel. Merényleteket hajtottak végre a megszálló adminisztráció több magas rangú tagja ellen is, többek között megölték Kreminna és Velikij Burluk oroszok által kinevezett polgármesterét, súlyosan megsebesítették a Bergyanszk megszállását irányító parancsnokot és Enerhodar új polgármesterét is.

## Háborús bűncselekmények
A konfliktust figyelemmel követő ENSZ Emberi Jogi Tanácsa 2022 március 4-én létrehozta az úgynevezett Független Nemzetközi Vizsgálóbizottságot (IICIU), azzal a céllal, hogy dokumentálja és kiértékelje a háború során elkövetetett jogsértéseket. A Vizsgálóbizottság 2023 március 15-én közzétett egy jelentést, amelyben összefoglalták az általuk kivizsgált háborús bűncselekményeket.

### Orosz fél

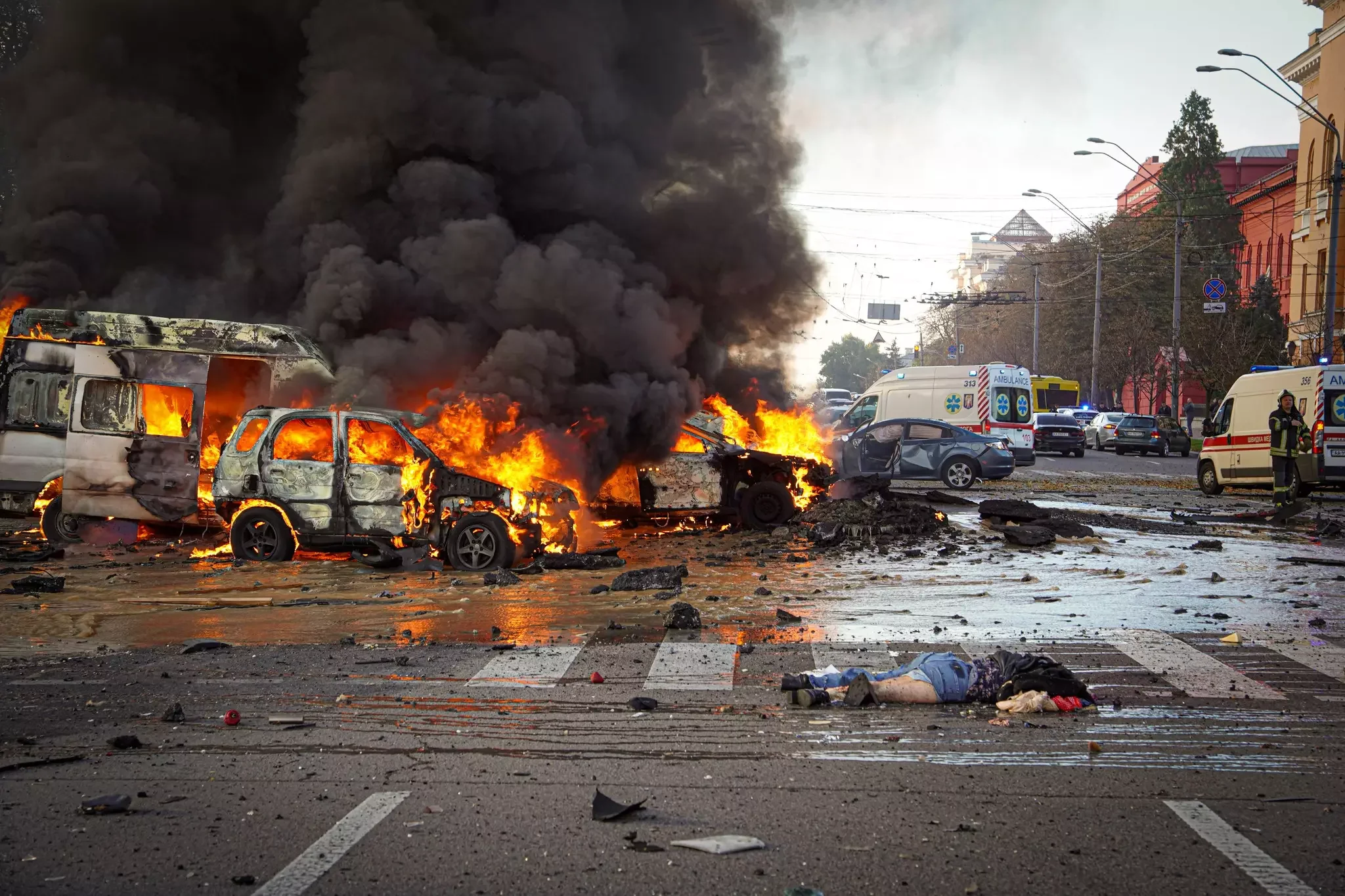
A kijevi Volodimirszkaja utca egy orosz rakétacsapás után 2022 október 10-én

Az ENSZ jelentése szerint az orosz hadsereg és a vele szövetséges csoportok tevékenységét már az invázió első napjaitól kezdve súlyos atrocitások kísérték. Az orosz fél rendszeresen úgynevezett megkülönböztetés nélküli támadásokat követett el. Ezek olyan nagy erejű, de pontatlan távolsági fegyverek (tüzérség, rakéták, drónok) segítségével végrehajtott támadások voltak, amelyek hatása nem korlátozódott a katonai célpontokra, hanem polgári lakóterületeken is óriási pusztítást vitt véghez, ukrajnai civilek ezreinek halálát okozva. Különösen súlyos humanitárius katasztrófát okozott Mariupol ostroma során a város orosz bombázása. Az orosz hadsereg számos alkalommal megsértette a nemzetközi humanitárius jogot, amikor védett objektumnak számító iskolákat és kórházakat támadott, 2022-2023 telén pedig Ukrajna energiahálózatát igyekezett megsemmisíteni, fagyhalállal fenyegetve a népesség széles rétegeit. Ez a lépés ENSZ szerint kimerítheti az emberiesség elleni bűntett fogalmát.
A Független Nemzetközi Vizsgálóbizottság a hosszabb-rövidebb időre orosz megszállás alá került ukrán területeken a személyes sérthetetlenséghez való jog szisztematikus megsértését dokumentálta. Ezeknek az eseteknek a többsége a háború kezdeti szakaszában történt, amikor Oroszország megpróbálta elfoglalni Kijevet és egy időre Ukrajna északi részének jelentős része orosz irányítás alá került. Az ukrajnai civilek közül sokan ellenálltak és az ukrán hadseregnek elárulták a támadó csapatok elhelyezkedését. A paranoiássá váló hangulatban az orosz csapatok minden civilt elfogtak, akire a gyanú árnyéka vetült, hogy ukrán szimpatizáns. Tömegesen letartóztattak polgárokat, majd embertelen körülmények között fogvatartották őket, sokszor kínzás is kísérte a bebörtönzéseket. Az idő előrehaladtával egyre több bírósági eljárás nélküli kivégzést és tömeggyilkosságot hajtottak végre, a legsúlyosabb eset a bucsai mészárlás volt, a kijevi területi településen az exhumálásokat végző ukrán hatóságok szerint az oroszok 419 civillel végeztek. A gyanúsított foglyok megölése mellett jellemző volt a járókelők és az autóval menekülő, vagy napi rutinjukat végző civil autósok lelövése is. Az orosz hadsereg katonái az IICIU jelentése szerint számos esetben nemi erőszakot is elkövettek: a legfiatalabb áldozat 4, a legidősebb 82 éves volt. Két fő szituációban zajlott le szexuális erőszak, a házkutatások során elsősorban nőket, a fogságba vetett civilek kínzása során pedig elsősorban férfiakat erőszakoltak meg.
Az ENSZ megállapítása szerint az orosz fél megsértette a nemzetközi humanitárius jogot, amikor több esetben is civileket kényszerített arra, hogy élőpajzsként védelmet nyújtsanak egy egy orosz katonai állásként szolgáló épületnek és a genfi egyezménybe ütközött az is, amikor katonai eszközöket telepítettek az elfoglalt Zaporizzsjai atomerőmű területére. Súlyos probléma a hadifoglyokkal való bánásmód is, számos foglyot megkínoztak és megöltek. Az ENSZ jelentése szerint Oroszország megsértette a megszállás szabályait, amikor az ukrán törvényekkel ellentétes ál-népszavazásokat rendezett meg az elfoglalt területeken, majd annektálta a kérdéses régiókat.
A megszállt területekről az orosz hatóságok a háború kezdete óta több százezer ukrajnai kiskorút szállítottak illegálisan az Oroszországi Föderáció területére. A deportálások elsősorban olyan gyerekeket érintettek, akik a konfliktus során elszakadtak szüleiktől, vagy a gondviselő személyük életét vesztette, illetve az oroszok fogságába, szűrőtáborába került. A gyerekeket Oroszországban állami intézetekben, nevelőotthonokban, illetve örökbefogadó családoknál helyezték el és orosz állampolgárságot adtak nekik. A Nemzetközi Büntetőbíróság 2023. 03. 17-én elfogatóparancsot adott ki a deportálások két fő felelőse, Vlagyimir Putyin orosz elnök, valamint Marija Alekszejevna Lvova-Belova, a gyermekjogok orosz elnöki megbízottja ellen. Ukrajna 2025 augusztusáig több mint 19 500 gyermek deportálását igazolta. Ezen időpontig 1350 gyereket tudtak visszaszerezni egy harmadik ország (Katar, Dél-Afrika és a Vatikán) közvetítése által. A Yale Humanitarian Research Lab becslése szerint 35 000 gyereket is elhurcolhattak, míg orosz közlés szerint a szám akár 700 000 is lehet. Sok gyereket  a távol-keleti területekre vittek, például Szibériába.

### Ukrán fél
Az elfogott ellenséges katonákkal való bánásmód Ukrajnában is komoly probléma, az ENSZ számos orosz hadifogoly bántalmazását dokumentálta. Az IICIU jelentése szerint az ukrán fél is követett el megkülönböztetés nélküli támadásokat Izjum térségében, bár ezek száma és az okozott kár nagyságrendekkel elmaradt a hasonló orosz támadásokhoz képest és a világszervezet azt is felrótta Ukrajnának, hogy több esetben nem választotta el egymástól megfelelően a katonai és civil létesítményeit, fölösleges civil áldozatokhoz vezetve.

## Veszteségek
A háború köde miatt nehéz megbecsülni a szembenálló felek által elszenvedett veszteségeket. Jellemző, hogy sem az oroszok, sem az ukránok nem teszik nyilvánossá a háborúban elesett katonáik számát, az ellenfél veszteségeit pedig eltúlozzák. Vannak olyan oldalak, például az Oryx blog, amelyek fényképekkel és időbélyegekkel alátámasztva dokumentálják az ukrán és az orosz fél járműveszteségeit, meghatározva egy minimum számot.
| Oldal                | Veszteségek száma | Dátum         | Forrás                                                              |
| -------------------- | --- | ------------- | ------------------------------------------------------------------- |
| Ukrajna              | - 61 207 halott - 49 368 sebesült | 2022. 09. 21. | Szergej Sojgu, orosz védelmi miniszter                              |
| Ukrajna              | ~10-13 000 halott | 2022. 12. 01. | Mihajlo Podoljak, az ukrán elnöki hivatal vezetője                  |
| Ukrajna              | ~100 000 halott és sebesült | 2022. 11. 10. | Mark A. Milley, az amerikai Egyesített Vezérkar elnöke              |
| Oroszország          | 5937 halott | 2022. 09. 21. | Szergej Sojgu, orosz védelmi miniszter                              |
| Oroszország          | ~177 680 halott és sebesült | 2023. 04. 08. | Ukrán védelmi minisztérium                                          |
| Oroszország          | ~40-60 000 halott - sebesültek és halottak együtt: ~175-200 ezer fő                                                                         | 2023. 02. 17. | Brit védelmi minisztérium                                           |
| Oroszország          | ~100 000 halott és sebesült | 2022. 11. 10  | Mark A. Milley, az amerikai hadsereg Egyesített Vezérkarának elnöke |
| Oroszország          | 19 688 név szerint beazonosított halott | 2023. 04. 07. | A Mediazona és a BBC News Russia újságírói                          |
| Ukrajnai civilek     | - 8 451 megerősített haláleset - 14 156 sebesült (A szervezet hozzáteszi, hogy a valós adat minden valószínűség szerint jelentősen nagyobb) | 2023. 04. 02. | ENSZ                                                                |
| Ukrajnai civilek     | ~ 30 000 halott | 2023. 01. 22. | Eirik Kristoffersen, a norvég hadsereg főparancsnoka                |
| Ukrajnai civilek     | - 16 502 halott, akiket meg tudott vizsgálni a rendőrség ~ 21 000 halott Mariupolban                                                        | 2023. 01. 10. | Ukrán rendőrség Vadim Bojcsenko, Mariupol polgármestere             |
| Oroszországi civilek | - 30 halott - 130 sebesült | 2023. 02. 21. | ENSZ                                                                |

## Szankciók
Több ország elkezdett szankciókat bevezetni Oroszország ellen, mikor az a Donbasz régió függetlenségét elismerte, lényegében elkerülhetetlenné téve a háborút. Többen viszont visszatartották a szankciókat, hogy ne szegüljenek ellen Putyinnak. Az invázió február 24-i kezdetével viszont már nem volt más választásuk, mint támadni az orosz gazdaságot szankciókkal. Ezek a szankciók széles körben lefedték az orosz gazdaságot, többek között az orosz elitet, bankokat, cégeket, exportokat, importokat és valutaárfolyamot célozva.

Az Északi Áramlat gázvezeték, amely a Balti-tenger alatt fut. Németország gázfelhasználásának 50-75%-át importálja Oroszországból. Az Északi Áramlat-2 megduplázná a kapacitást

Olaf Scholz német kancellár határozatlan időre lezárta az Északi Áramlat-2 gázvezetéket a Donbasz orosz megtámadására válaszként.
A balti államok külügyminiszterei kérték Oroszország eltávolítását a SWIFT rendszerből, amely a nemzetközi pénztranszferekért felelős. Az Európai Unió más tagjai erre eleinte nem voltak hajlandóak, hiszen Kína elkezdett kialakítani egy SWIFT-alternatívát, a CIPS-et. Oroszország letiltása gyengítette volna a SWIFT-et és erősítette volna a CIPS fejlődését, ezzel csökkentve a nyugat irányítását a nemzetközi pénzügyeken. Más vezetők is kérték Oroszország letiltását, mint a cseh elnök Miloš Zeman és a brit miniszterelnök Boris Johnson. Németország sokáig ellenállt a tiltásnak, kiemelve, hogy ez az orosz olaj és gáz vásárlásához kapcsolódó fizetési problémákat jelentene. Február 26-án Annalena Baerbock külügyminiszter és Robert Habeck gazdasági miniszter közös közleményben támogatták Oroszország letiltását. Nem sokkal ezt követően bejelentették, hogy a nagy orosz bankokat ki fogják tiltani a SWIFT-ből, de továbbra is lesz lehetőség fizetni a gázszállítmányokért. Ezek mellett az Orosz Központi Bankra is szankciókat helyeztek, amelynek 630 milliárd dollárnyi devizatartaléka van, ezzel ellehetetlenítve értékeik folyósítását.
Johnson miniszterelnök ezek mellett bejelentette, hogy az összes nagy orosz bank vagyonát befagyasztják, és kitiltják őket a brit pénzügyi rendszerből, az exportengedélyek felfüggesztése (embargó) mellett.
Az orosz Biztonsági Tanács helyettes elnöke és korábbi orosz elnök, Dmitrij Medvegyev kigúnyolta a nyugati, Oroszország elleni szankciókat és azt mondta, hogy azok a politikai impotencia jelei voltak, kritizálva a NATO kivonulását Afganisztánból. Megfenyegette a külföldi cégeket, hogy államosítani fogják az ő tulajdonukban lévő orosz vagyont.
Február 24. reggelén Ursula von der Leyen, az Európai Bizottság elnöke bejelentette az Európai Unió szankcióit Oroszország ellen. A szankciók transzfereket, orosz bankokat és az orosz elitet célozta. Josep Borrell, az Unió Külügy-, és Biztonságpolitikai főképviselője azt állította, hogy Oroszország „soha nem látott kikülönítéssel” fog szemben állni és az EU „a legszigorúbb szankciócsomagot fogja elfogadni, amit valaha készített.” Hozzátette, hogy ezek „Európa legsötétebb órái a második világháború óta.” Az Európai Parlament elnöke, Roberta Metsola összehívott egy rendkívüli gyűlést március 1-re, azt mondva, hogy „azonnali, gyors és biztos intézkedésre” van szükség.

Oroszország
- Ukrajna
- Orosz irányítás alatt lévő területek
- Azon országok, amelyek kitiltották az orosz repülőket légterükből.

Február 22-én Joe Biden amerikai elnök bejelentett tiltásokat négy orosz bank és Putyinhoz közel álló „korrupt milliárdosok” ellen. Az Egyesült Államok ezek mellett további szankciókat és exportszabályozásokat vezetett be, amelyek főleg az orosz hozzáférést korlátozták az amerikai gyártású fejlett technológiai termékekhez, szoftver-, és hardverekhez. A szankció értelmében bármely cégnek, amely informatikai eszközöket, processzorokat, félvezetőt, titkosító szoftvert, lézert vagy szenzort akar eladni Oroszországnak, engedélyt kell kérnie, amelyet alapértelmezetten elutasítanak.
Február 26-án a francia haditengerészet elfogta az orosz Baltic Leader hajót a La Manche-ban. A hajó tulajdonosa az egyik cég, amelyet a szankciókkal megcéloztak. A hajót Boulogne-sur-Mer kikötőjébe vezették és jelenleg nyomozás zajlik ellene.
Az Egyesült Királyság kitiltotta az orosz Aeroflot légitársaság gépeit és magánrepülőket a brit légtérből. Február 25-én Lengyelország, Bulgária és Csehország is követte őket, majd Észtország másnap. Erre válaszként Oroszország is kitiltotta a brit gépeket az orosz légtérből. Az S7 Airlines bejelentette, hogy megszünteti összes járatát Európába, míg az amerikai Delta Air Lines felfüggesztette közreműködését az Aeroflottal. Oroszország ezen túl kitiltotta a bolgár, a lengyel és a cseh gépeket is. Észtország, Románia, Litvánia és Lettország követték a kitiltókat, amit Németország is megtett. Február 27-én a portugál külügyminiszter bejelentette, hogy lezárták a portugál légteret orosz gépeknek. Ugyanezen a napon az EU lezárta teljes légterét az orosz légitársaságoknak.
Február 26-án a Bloomberg jelentése szerint két kínai állami bank (a Kína Ipari és Kereskedelmi Bankja, amely a világ legnagyobb bankja, illetve a Kínai Bank, amely az ország legnagyobb valutakereskedője) korlátozták a költségvetést orosz alapanyagok vásárlására, amely egyben megakadályozta, hogy Oroszország külföldi valutához jusson. Ezt azért tették, mert attól féltek, hogy az alapanyag vásárlást a nyugat az invázió támogatásaként látná, amelynek következtében Kína ellen is szankciókat szabnának ki. Február 27-én Ignazio Cassis, Svájc elnöke bejelentette, hogy nagy valószínűséggel szankciókat fognak kiszabni Oroszországra és be fogják fagyasztani az országban található orosz vagyont. Február 28-án Szingapúr lett az első Délkelet-ázsiai ország, amely szankciózta volna Oroszországot, korlátozva a bankokat és a hozzájuk kapcsolódó tranzakciókat. Dél-Korea ugyanezen a napon bejelentette, hogy részt fog venni Oroszország SWIFT-tiltásában és meg fogja tiltani azon exportokat, amelyek a négy nagy egyezmény alá tartoznak: a Nukleáris Szállítók Csoportja, a Wassenaari egyezmény, az Ausztrália Csoport és a Rakétatechnológiai Ellenőrzési Rendszer. Ezek mellett megtiltottak még 57 nem stratégiai értékű alapanyagot és eszközt.
Február 27-én Törökország lezárta a Boszporuszt, elvágva ezzel az orosz hadiflotta útját a Fekete-tenger irányába.
A bevezetett szankciók ellenére a NATO szerint Oroszország 2030-ra már készen fog állni az Európa elleni támadásra.

## Humanitárius válság

### Menekültek

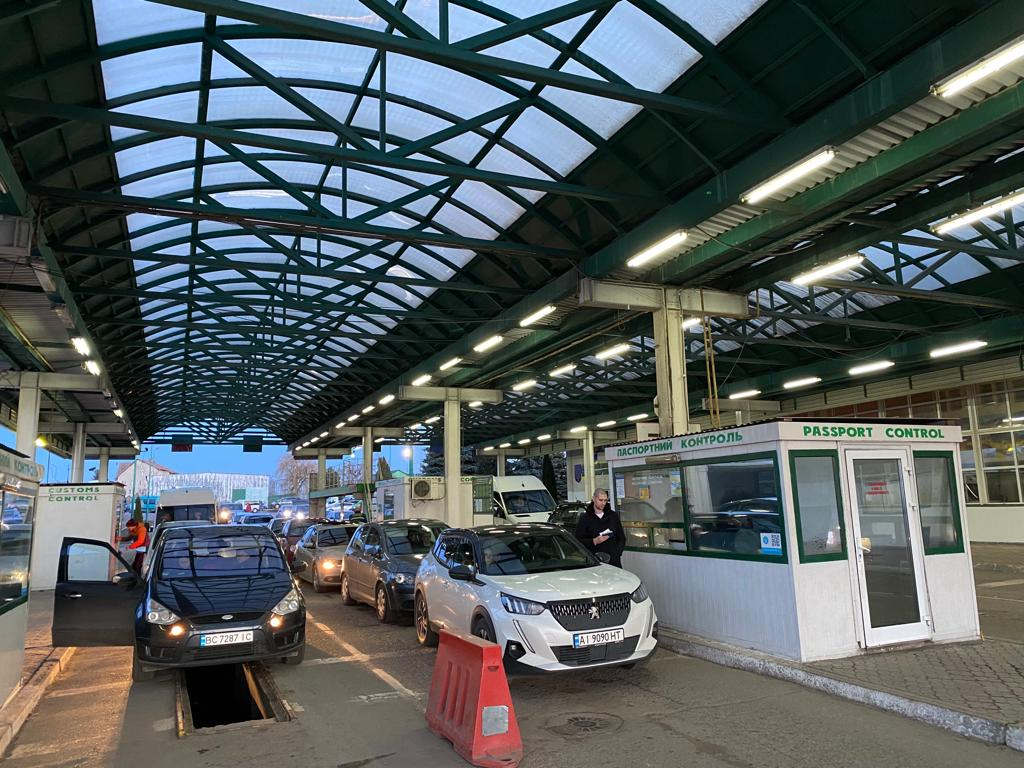
Ukrán menekültek az ország nyugati határánál

Hetekkel az invázió előtt a környező országok kormányai elkezdtek felkészülni lehetséges népességmozgásokra. 2021 decemberében az ukrán védelmi miniszter azt nyilatkozta, hogy akár 5 millió ember is elmenekülhet Ukrajnából, ha a háború bekövetkezik.
Február 24-én a lett kormány jóváhagyott terveket nagyjából 10 ezer ukrán menekült befogadására és ellátására, akik két nappal később kezdtek el érkezni.
Moldova elnöke, Maia Sandu kijelentette, hogy február 24-ére több, mint négyezer ukrán polgár menekült országába. Lengyelország is felkészül menekültek befogadására, bár az invázió első napján minimális befogadás történt. A határátlépés megkönnyítése érdekében Lengyelország eltörölte a Covid19-pandémia miatt bevezetett szabályait. A háború kezdete előtti felkészülések után Romániába is elkezdtek utazni ukrán menekültek, legtöbben Szeretvásárnál léptek be az országba, Suceava megyében. Ezek mellett felmentették a kötelező elkülönítéstől az ukrán menekülteket, amely a megelőző két évben kötelező volt a pandémia miatt.
Február 26-án Paweł Szefernaker bejelentette, hogy közel 100 ezer ukrán menekült érkezett Lengyelországba az invázió kezdete óta. Bulgária is nagy számú menekültre számít az elkövetkező napokban.
Február 27-én az ENSZ Menekültügyi Főbiztosa (UNHCR) bejelentette, hogy nagyjából 368 ezer ember hagyta el az országot az invázió kezdete óta. Ebből Lengyelország 156 ezret fogadott be, csak február 26-án 77 ezret. Az invázió első négy napján több, mint fél millióan hagyták el otthonaikat Ukrajnában és menekültek külföldre. Az április 15-ei közlemény szerint az ukrán menekültek létszáma túllépte az 5 milliót.

#### Ukrajnai menekültek Magyarországon

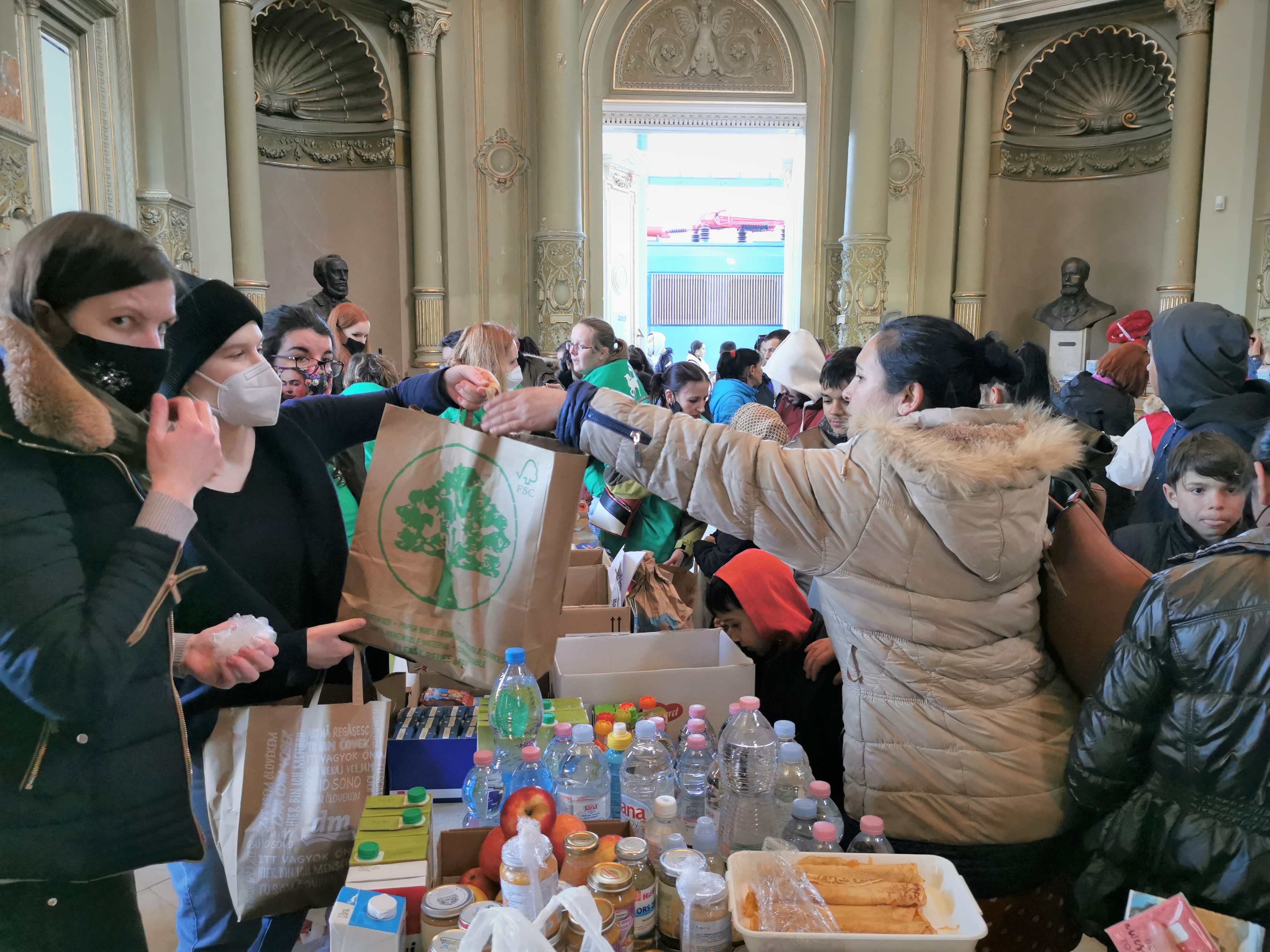
Ukrajnai menekültek ellátása a budapesti Keleti pályaudvaron

Február 24-én a magyar kormány bejelentette, hogy minden menekültet beengednek az országba, aki Ukrajnából érkezik, akkor is, ha nincsenek meg a megfelelő dokumentumaik, beleértve a harmadik országból érkező személyeket is, ha átestek a megfelelő ellenőrzéseken. Összesen 26 ezer menekült – főként kárpátaljai magyarok – érkezett az országba 24-én és 25-én, de senki sem adott be menekültkérelmet. A 18 és 60 év közötti férfiakat nem engedték ki Ukrajnából. Filippo Grandi, az ENSZ Menekültügyi Főbiztosa szerint március 1-jén 90 000 menekült tartózkodott Magyarországon. Magyarország Külügyminisztériuma március 4-edikéig 2 millió eurót bocsátott az Ökomentikus Segélyszervezet rendelkezésére a Kárpátaljából jövő bajbajutottaknak juttatandó segélyszállítmány finanszírozására. A Magyar Rendőrség adatai szerint a március folyamán több mint félmillió ukrán menekült érkezett Magyarországra. Gulyás Gergely miniszter 2022. április 21-én tartott sajtótájékoztatóján elhangzott információi szerint a háború kitörése óta összesen 625 ezer ukrán menekült érkezett Magyarországra az ukrán és román határon keresztül. 70%-uk azóta már elhagyta az országot.

## Reakciók

### NATO és ENSZ

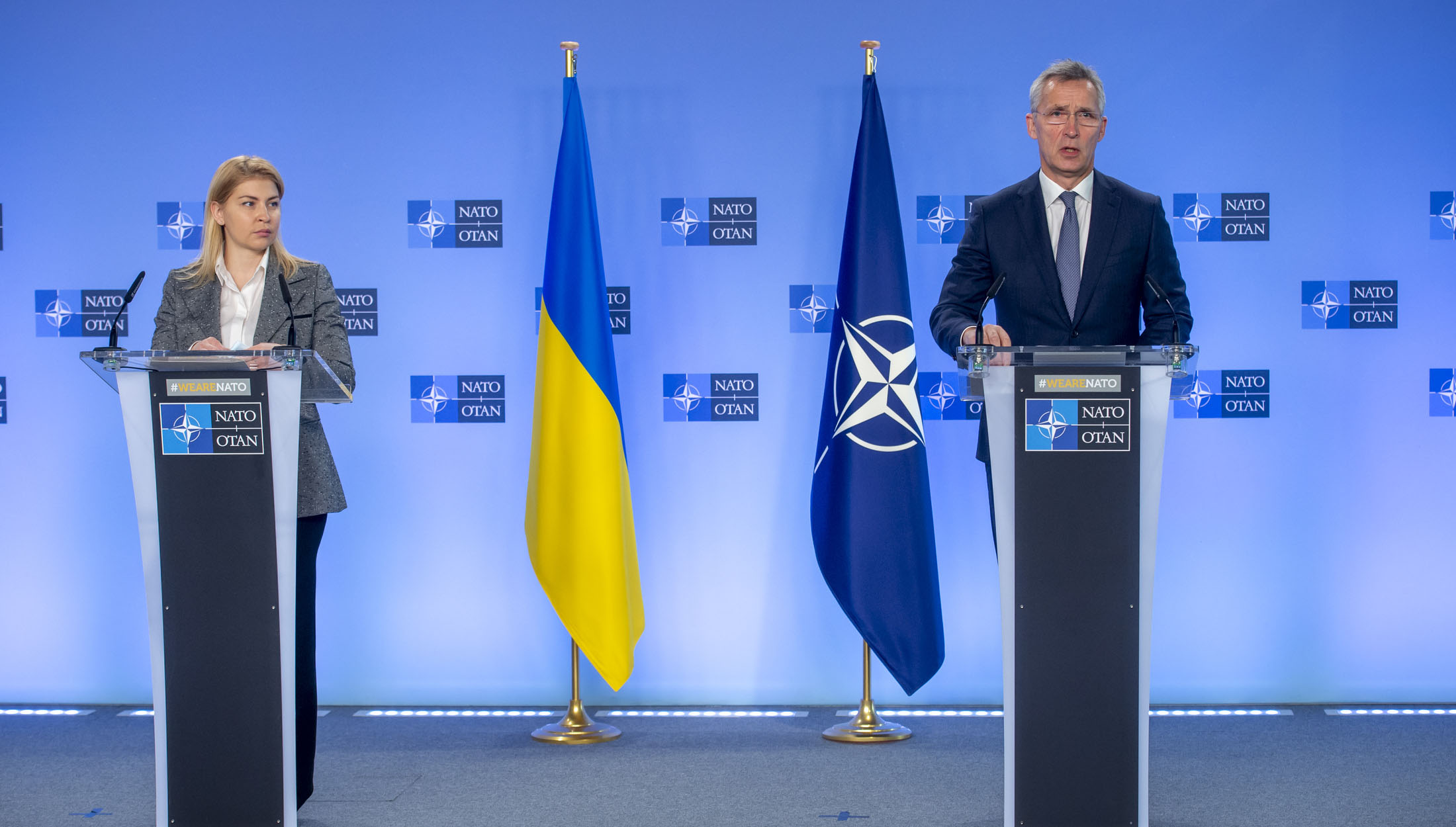
Olha Sztefanyisina ukrán miniszterhelyettes és Jens Stoltenberg NATO-főtitkár 2022 januárjában egy lehetséges orosz invázióról tartottak sajtótájékoztatót

Az Egyesült Nemzetek Szervezetének főtitkára, António Guterres felszólította Oroszországot, hogy azonnal vessen véget az Ukrajna elleni agressziónak, míg a francia és az amerikai küldöttek bejelentették, hogy be fognak nyújtani egy javaslatot a Biztonsági Tanácsnak február 25-én. Az Egyesült Királyság, Kanada és az Európai Unió mind indokolatlannak nevezték a támadást és szankciókat ígértek orosz személyek és cégek ellen. A támadást világszerte elítélték, beleértve Magyarországot is.

Az ENSZ Biztonsági Tanácsának szavazása az orosz agresszióval kapcsolatos döntésről, amelynek elfogadása esetén az orosz hadsereget ki kellett volna vonni. Oroszország vétózta meg.
- Támogatta
- Ellenezte
- Nem szavazott
- Nem tag

Lengyelország, Románia, Litvánia, Lettország és Észtország folyamatba helyeztek biztonsági megbeszéléseket az Észak-atlanti szerződés 4. cikke alapján. Az észt miniszterelnök, Kaja Kallas kiadott egy közleményt: „Oroszország széleskörű agressziója veszélyt jelent a teljes világra és az összes NATO-országra, és el kell indítani megbeszéléseket a Szövetségesek biztonságának megerősítésére és további intézkedéseket kell bevezetni a NATO Szövetségesek védelmének biztosítására. A leghatékonyabb válasz Oroszország agressziójára az egység megteremtése.” Jens Stoltenberg, a NATO főtitkára egy sajtótájékoztatón megígérte, hogy Lengyelországba NATO-erőket küldenek napokon belül. Február 24-én Stoltenberg bejelentett új terveket, „amelyek lehetségessé teszik, hogy erőnket, beleértve a NATO Reagáló Erőt olyan helyekre küldhessük, ahol szükség van rájuk.” Az invázió után a NATO bemutatott terveket a katonai jelenlétének növelésére a balti államokban, Romániában és Lengyelországban.
Az Egyesült Államok és Albánia kért egy ENSZ-szavazást péntek (február 25.) 20:00-kor (GMT), hogy egységesen elítéljék az orosz inváziót és követeljék a hadsereg kivonását Ukrajnából, amelynek célja Oroszország vétójának kikényszerítése volt, amely bemutatta volna egyedüllétét a helyzetben. A megbeszélés után Stoltenberg bejelentette, hogy a NATO Reagáló Erő egy részét a szervezet keleti határaira fogják küldeni, hogy bebiztosítsák azt. Ez volt az első alkalom a történelemben, hogy az Erőt mozgósítani kellett volna. A bevetésre kész VJTF vezetője jelenleg Franciaország.

Országok, amelyek küldenek Ukrajnának fegyvert

Stoltenberg ezek mellett kijelentette, hogy a NATO tagjai fegyvereket küldenek Ukrajnába, légvédelmet beleértve. Az Egyesült Államok február 24-én bejelentette, hogy 7000 katonát fog küldeni Európába, a már ott állomásozó 5000 mellé. A NATO haderőbe tartozik a USS Harry S. Truman, amely a Földközi-tengerre az előző héten érkezett egy tervezett katonai gyakorlat részeként. A hidegháború óta először került NATO-irányítás alá.
A hidegháború idején Finnország és Svédország is független állam maradt a NATO és a Szovjetunió között. Hogy ezt a státuszt megtartsák, mindkét állam minimális közreműködésben volt a NATO-val. A Szovjetunió szétesését követően mindkét állam egyre többet dolgozott együtt a szövetséggel, de függetlenek maradtak. A NATO-hoz való csatlakozást mindig is ellenezte mindkét ország lakosságának a többsége, de a 21. század második évtizedében emelkedő orosz fenyegetés miatt elkezdett megemelkedni a támogatottsága. Ahogy Oroszország elkezdte mozgósítani hadseregét, mindkét ország egyre inkább közreműködött a NATO-val. Február 25-én az Orosz Külügyminisztérium szóvivője megfenyegette Finnországot és Svédországot, hogy „katonai és politikai következményei lesznek,” ha megpróbálnak csatlakozni a NATO-hoz. Mindkét nemzet részt vett az aznapi NATO-gyűlésen a Békepartnerség tagjaként és elítélték az inváziót, illetve felajánlották segítségüket Ukrajnának. Az előző nap Sanna Marin miniszterelnök azt nyilatkozta a NATO-tagsággal kapcsolatban, hogy „már az is tiszta, hogy a vita a NATO-tagságról meg fog változni Finnországban,” míg megjegyezte, hogy a jelentkezés beadására széleskörű támogatásra lenne szükség az országban. Nem sokkal a fenyegetés után az orosz Állami Duma elnökét szállító gépet kiutasították svéd és finn légtérből.
Február 27-én Olaf Scholz német kancellár bejelentett egy 100 milliárd eurós katonai költségcsomagot, azt mondva, hogy egy „új érába érkeztünk.” Az összes NATO-tag 2024-re GDP-jének 2%-át védelemre fogja költeni.

### Más nemzetközi szervezetek és országok

Országok, amelyek elítélték az inváziót
- Országok, amelyek semlegesek az invázióval kapcsolatban
- Országok, amelyek a NATO-t hibáztatják
- Ismeretlen álláspont
- Oroszország
- Ukrajna

Csehország, Lettország és Litvánia megszüntette a vízumok kiadását orosz állampolgároknak.
Moszkva felszólította Kazahsztánt, hogy küldjenek katonákat Ukrajnába, hogy segítsék az inváziót, de a Nur-Szultan-i vezetés ezt elutasította, tekintettel arra, hogy nem ismeri el a két szeparatista államot.
A Roskomnadzor, az orosz médiát megfigyelő szerv bejelentette, hogy csak az állam által kiadott híreket lehet terjeszteni az országban. Az orosz állami média tagjai támogatták az inváziót, egyikük azt mondta, hogy először érezte magát biztonságban Luganszkban. Az Anonymous hackercsoport kiberháborút indított Oroszország ellen, és sikeresen megtámadta az RT, illetve az Orosz Védelmi Minisztérium weboldalát, majd kiszivárogtatta annak adatbázisát.
Az Egyesült Királyság a háború kirobbanása után gyorsan életbe léptetett több Oroszországot és orosz polgárokat érintő megszorításokat, ezek egy része utazási, másik része üzleti korlátozásokat jelentett, ezek értelmében orosz repülők, hajók és személyek kitiltására, valamint orosz személyek és cégek vagyonának befagyasztására került sor.
A Európai Műsorsugárzók Uniója kitiltotta Oroszországot a 2022-es Eurovíziós Dalfesztiválról, majd erre válaszul az orosz közszolgálati médiumok kiléptek a szövetségből.
Magyarországon segélyvonal indult az ukrán menekültek támogatására.
Február 28-án Zelenszkij elnök leadta a jelentkezést az Európai Unióhoz való csatlakozásért és a folyamat felgyorsításáért.
Az inváziót követően Ferenc pápa felkereste az orosz szentszéki nagykövetséget Rómában. Március elején Ferenc pápa két magas rangban lévő bíborost is küldött Ukrajnába (Konrad Krajewski és Michael Czerny bíborosokat). Ezek a kezdeményezések rendkívül szokatlannak számítottak a vatikáni diplomáciában. Ferenc pápa felajánlotta Oroszországot és Ukrajnát a Szűzanyának 2022. március 25-én.

#### Görög diplomáciai krízis
Görögország és Oroszország között diplomáciai krízis alakult ki, mikor az utóbbi légiereje lebombázott két falut Mariupol közelében, amelyben görög kisebbségek élnek, meggyilkolva tíz görög nemzetiségű polgárt. Görögország tüntetni kezdett, az orosz nagykövetet Athénba hívták a Külügyminisztériumba. Emmanuel Macron, Franciaország elnöke, Lengyelország, Svédország és más országok is kifejezték részvétüket, míg az orosz vezetés tagadta, hogy részük lett volna a mészárlásban, azt mondva, hogy egy ukrán szélsőjobboldali csoport volt érte felelős. Athén elutasította Moszkva állításait, bejelentve, hogy van bizonyítékuk az orosz részvételről. Ezt követően Kiriákosz Micotákisz görög miniszterelnök bejelentette, hogy országa segíteni fogja Ukrajnát fegyverekkel és humanitárius segéllyel.

### Vállalatok
A háború kitörését követően rengeteg ismert vagy jelentős gazdasági szereppel rendelkező multinacionális vállalat jelezte, hogy kivonul Oroszországból, illetve beszünteti ottani szolgáltatásait. Így döntött többek közt az Adidas, az Apple, az Audi, a BP, a BBC, a Boeing, a Danone, a Disney, a Dell, a DHL, az ExxonMobil, a FedEx, a Ford, a Google több alkalmazása, az IKEA, az Instagram, az Intel, a Lenovo, a LinkedIn, a MasterCard, a Maersk, a Mercedes, a Mitsubishi, a Netflix, a Nike, a Nintendo, a PayPal, a Paramount Pictures, a PlayStation, a Porsche, a Renault, a Snapchat, a Scania, a SpaceX, a Shell, a Spotify, a Sony, a Twitter, a TikTok, a Toyota és a Volkswagen is. A Coca-Cola, a Pepsi, a McDonald’s és a Starbucks némi hezitálás és az emiatti bírálatok után végül szintén kilépett az orosz piacról.
A Facebook engedélyezte ukrán felhasználóknak, hogy lezárják fiókjaikat, miután az Egyesült Államok jelentést adott, hogy egy „halállistát” állít össze Oroszország személyekről, akiket az invázió után kivégeznének vagy táborokba küldenének. Ezzel szemben az orosz állami tulajdonú médiumok hirdetéseit letiltják. Erre válaszként az orosz kormány korlátozta az amerikai céget, mert az nem engedte, hogy felmentsék a négy állami médiaszolgáltatót a fact-checking folyamat alól. Március 21-én betiltotta a Facebookot és az Instagramot Oroszországban egy moszkvai bíróság, miután anyacégüket, az amerikai Meta Platforms IT-óriásvállalatot "szélsőségesnek" minősítette.

### Tüntetések

#### Tüntetések Oroszország ellen

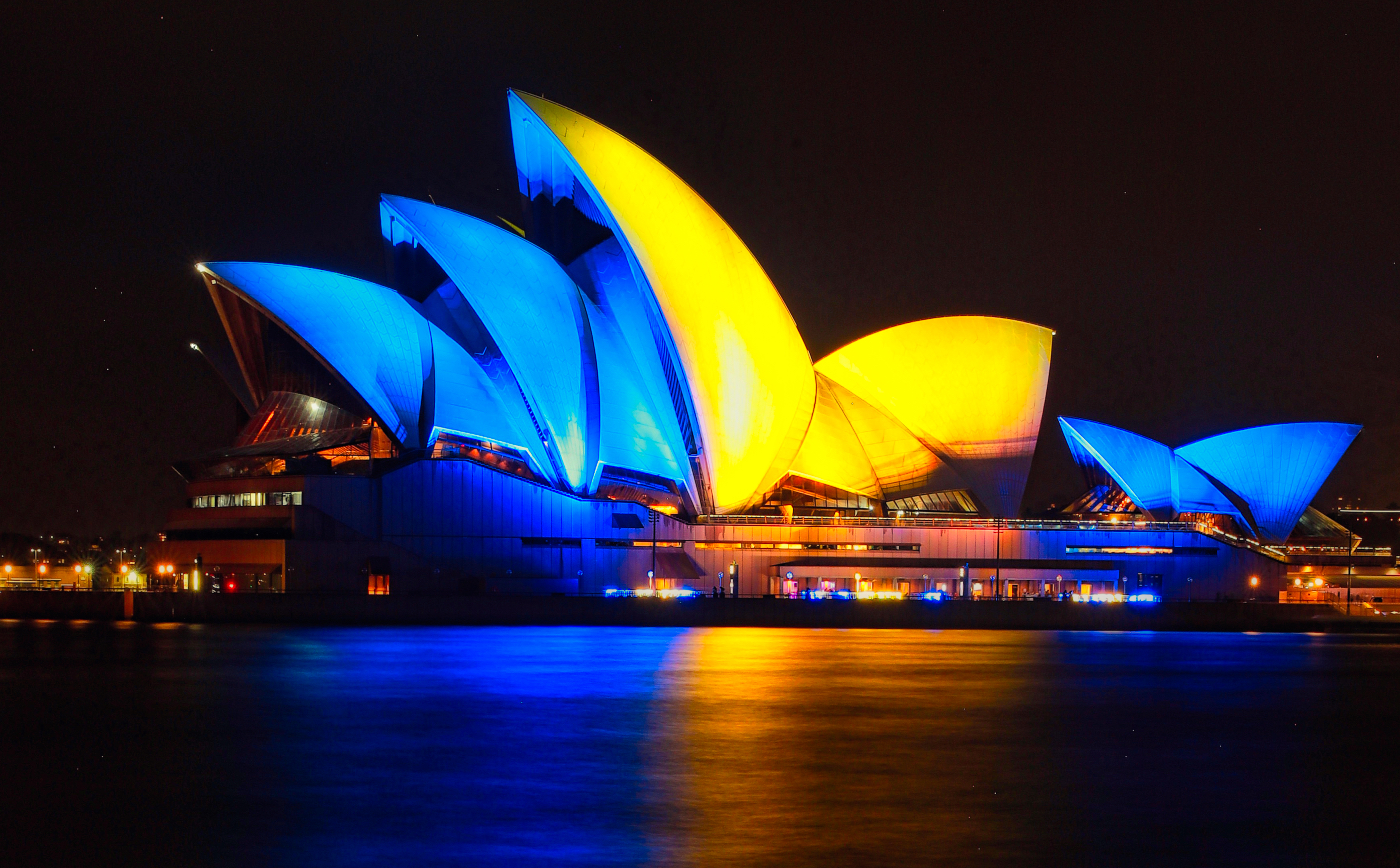
A Sydney-i Operaház az ukrán zászló színeiben

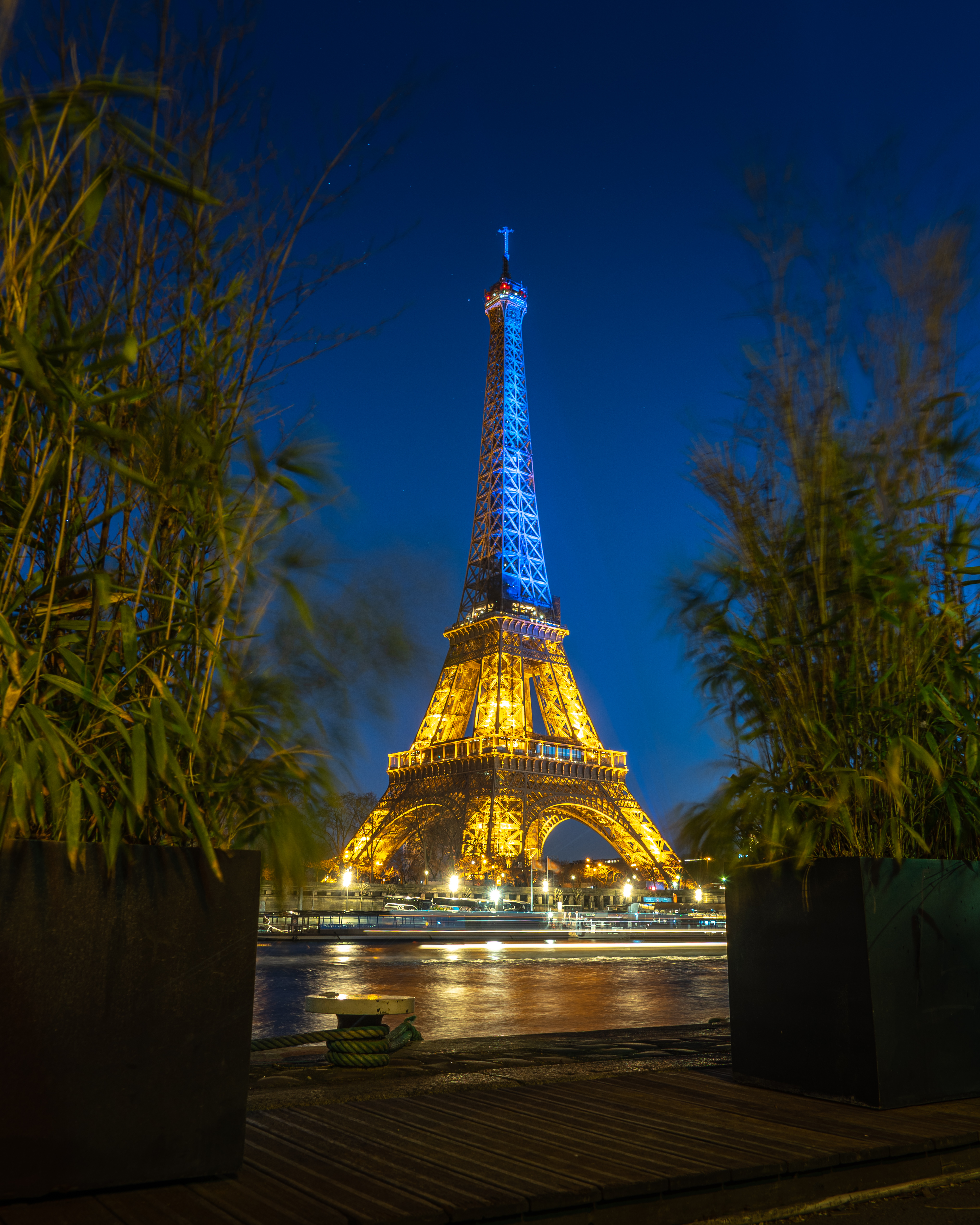
A párizsi Eiffel-torony az ukrán zászló színeiben

A háború első napján több, mint 1800 orosz állampolgárt letartóztatott a rendőrség tüntetés miatt, 53 orosz városban. Az orosz kormány ezt a koronavírus miatt kiszabott szabályok megszegése indokával tette. Február 27-én letartóztattak további 2063 tüntetőt. Sok ezer ember írt alá petíciókat Oroszországban, hogy vessenek véget a háborúnak. 147 ezer ember írt alá egy petíciót, hogy közjogilag felelősségre vonják Putyint a háborúért. Világszerte tartottak tüntetéseket orosz nagykövetségeknél.

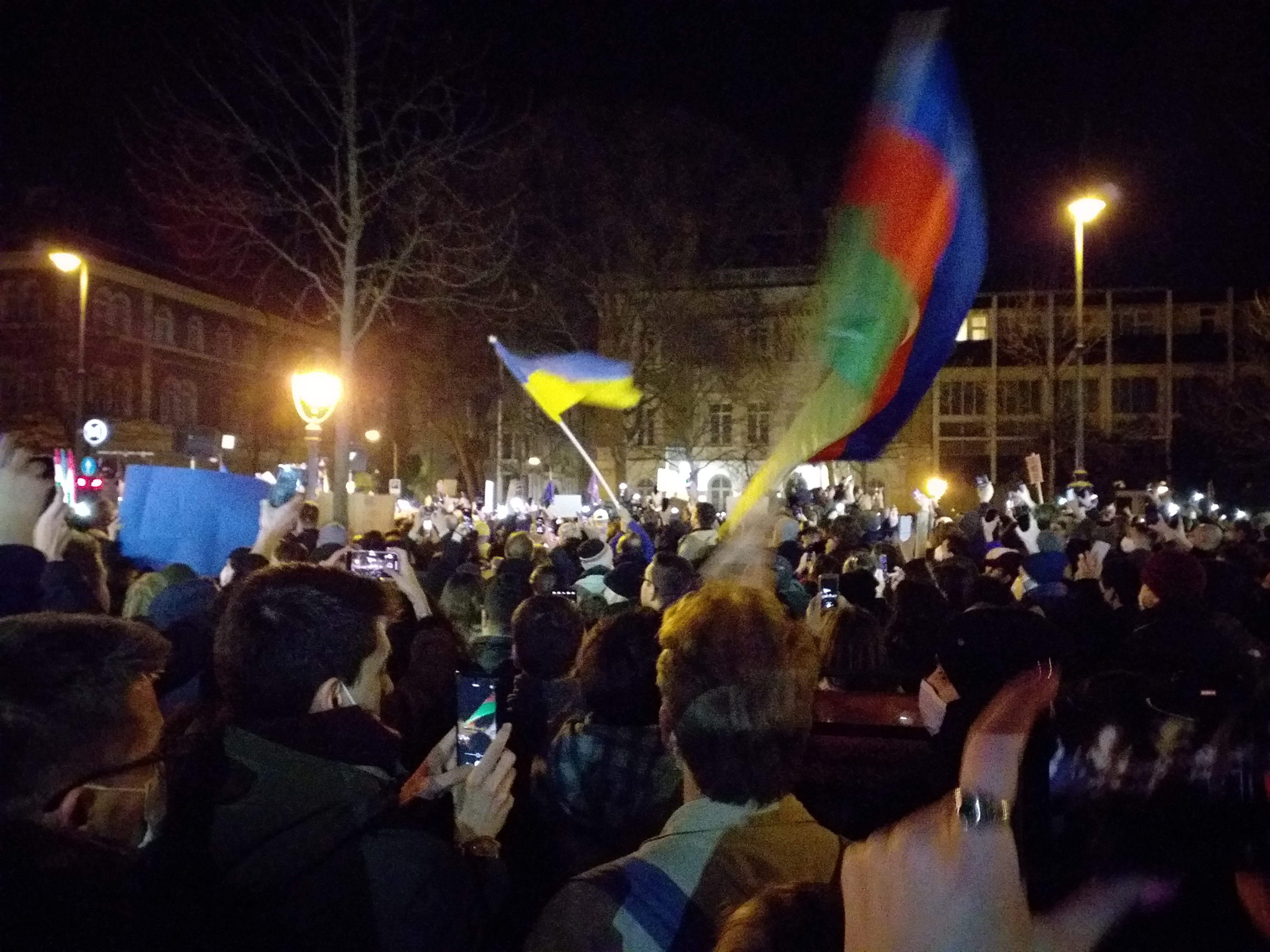
Február 24-i tüntetés Budapesten

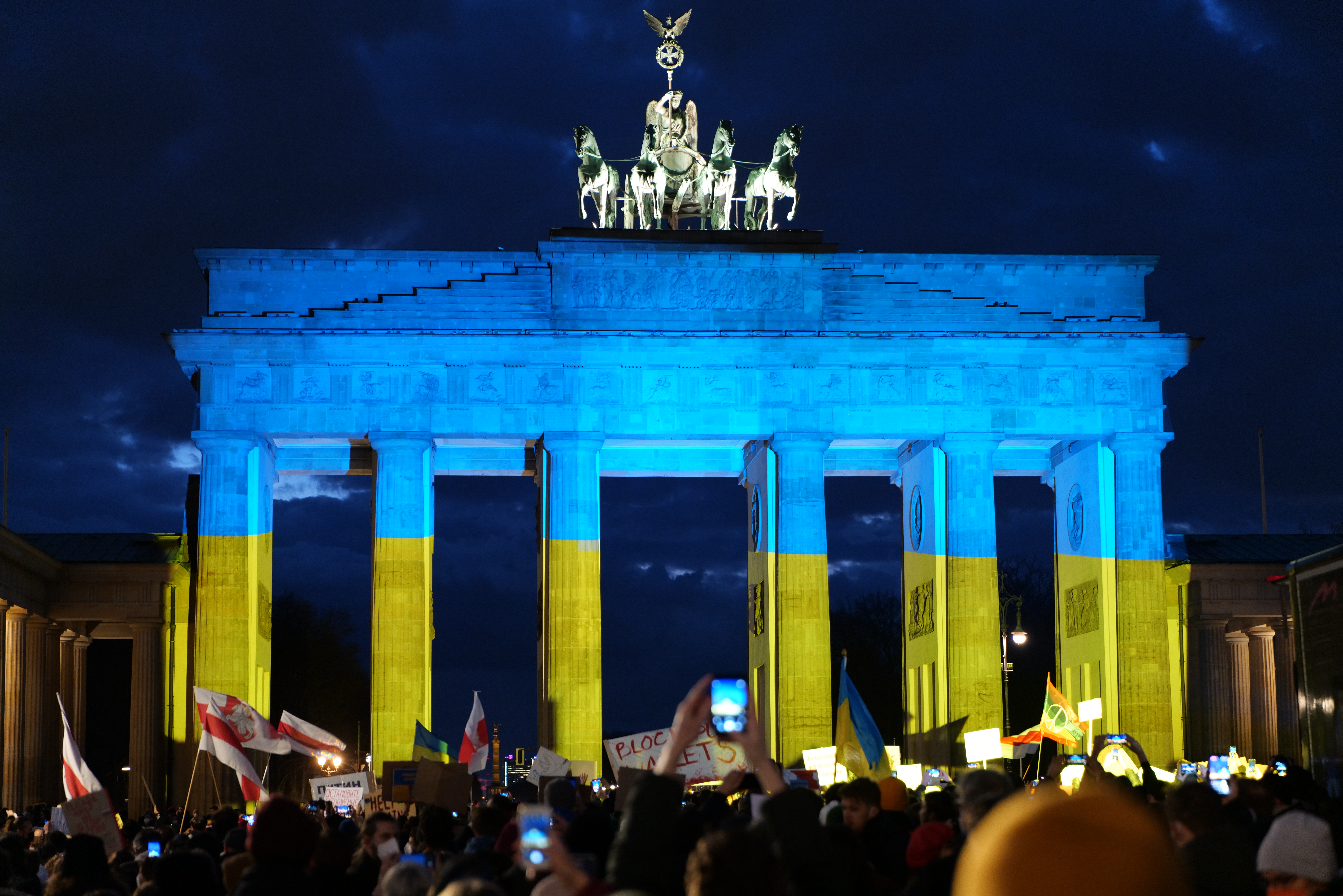
A Brandenburgi kapu az ukrán zászló színeiben a berlini tüntetés idején

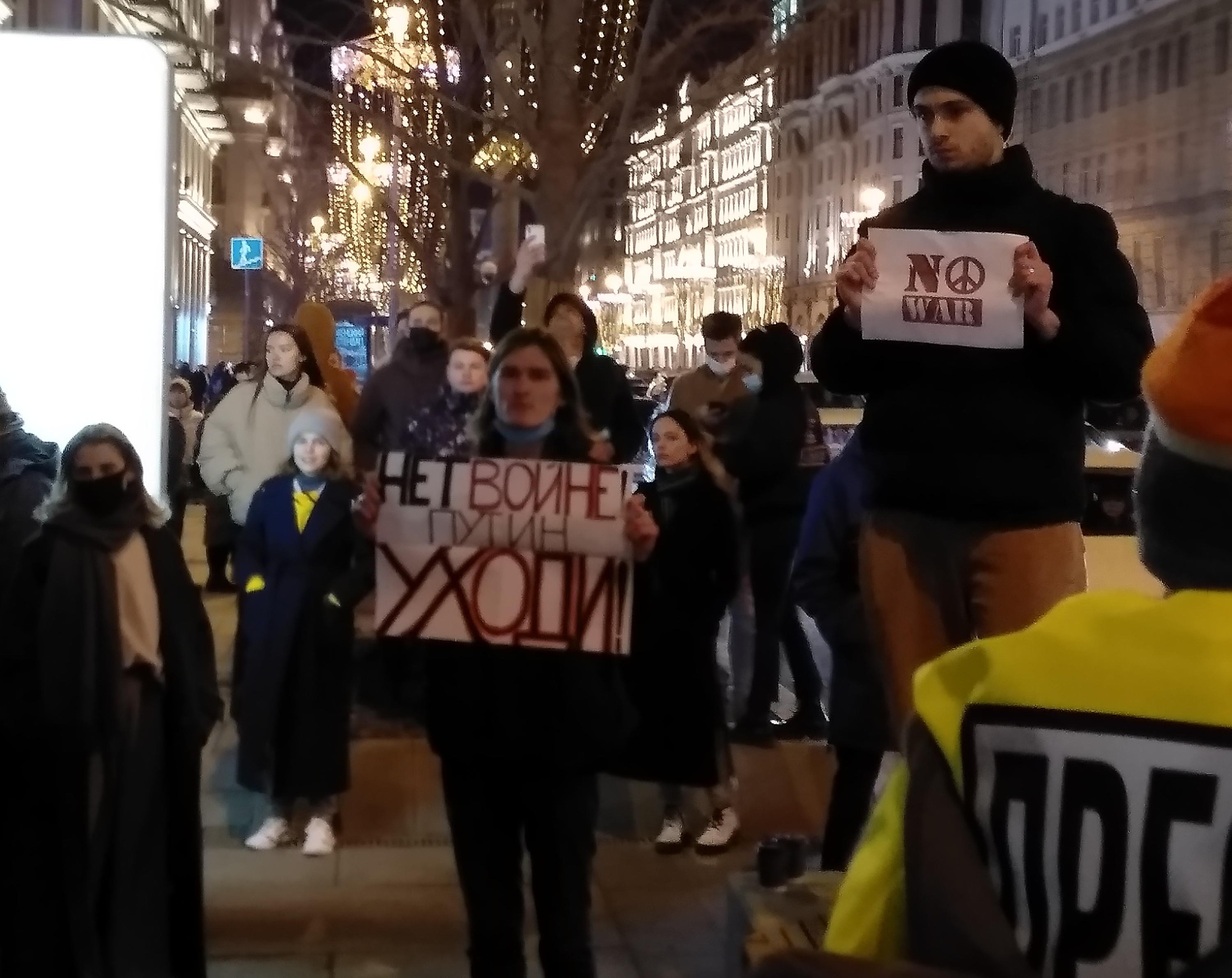
Tüntetés Moszkvában febr. 24-én

##### Lista
- Albánia: Tirana[419]
- Amerikai Egyesült Államok: Washington[420]
- Argentína: Buenos Aires[421]
- Azerbajdzsán: felvonulást tartottak szolidaritásképpen[422]
- Bulgária: orosz nagykövetség[423]
- Belgium: orosz nagykövetség[424]
- Bosznia-Hercegovina: Szarajevó[425]
- Chile: orosz nagykövetség[426]
- Csehország: nagyjából 3000 ember tüntetett a Vencel téren, Prágában.[427]
- Egyesült Királyság: több százan gyűltek össze a Downing Street előtt, Londonban[428]
- Fehéroroszország: több százan gyűltek össze 12 városban, amely alatt több száz tüntetőt letartóztattak.[429]
- Grúzia: több ezren gyűltek össze Tbiliszi belvárosában.[430]
- Hollandia: orosz nagykövetség[431]
- Horvátország: Zágráb[432]
- Írország: orosz nagykövetség[433]
- Izland: orosz nagykövetség[434]
- Kanada: Ottawa[435]
- Kazahsztán: orosz konzulátus[436]
- Magyarország: Budapesten, az orosz nagykövetség előtt két alkalommal tüntetett több ezer ember. Az elsőn több ellenzéki politikus is beszédet mondott.[437] A másodikat ukrán civilek szervezték.[438] Április 30-án a Deák Ferenc tértől a Vértanúk terére vonulva tartották a harmadik háborúellenes demonstrációt, amelyet ismét ukrán civilek szerveztek. (Az eseményt a Szabadság téren egy kisebb oroszpárti ellentüntetés kísérte.)[439]
- Moldova: Chișinău[440]
- Németország: Berlin[441]
- Oroszország: Cseljabinszk,[82] Jekatyerinburg,[442] Moszkva,[443] Novoszibirszk,[82] Nyizsnyij Novgorod,[82] Perm[82]
- Örményország: orosz nagykövetség[444]
- Portugália: Lisszabon[445]
- Románia: Bukarest, résztvevők megbüntetve nem engedélyezett tüntetés miatt.[446]

#### Tüntetések az azonnali tűzszünet és béketárgyalás mellett
- Magyarország: A Kossuth téren több ezren tüntettek az azonnali tűzszünet és a béketárgyalások megkezdése mellett.[447]

#### Tüntetések Oroszország mellett

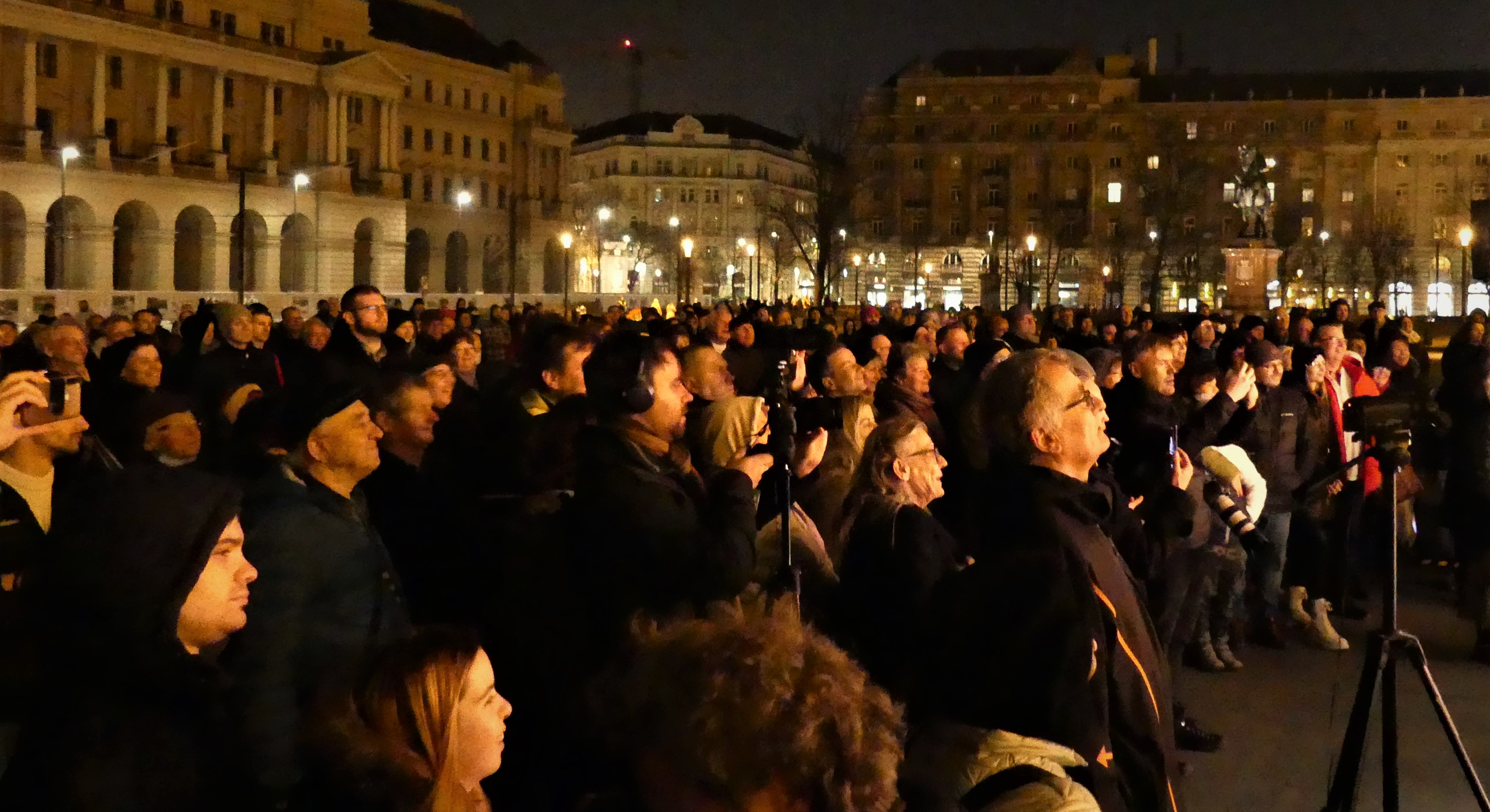
Kiállás a békéért – Kossuth tér, Budapest

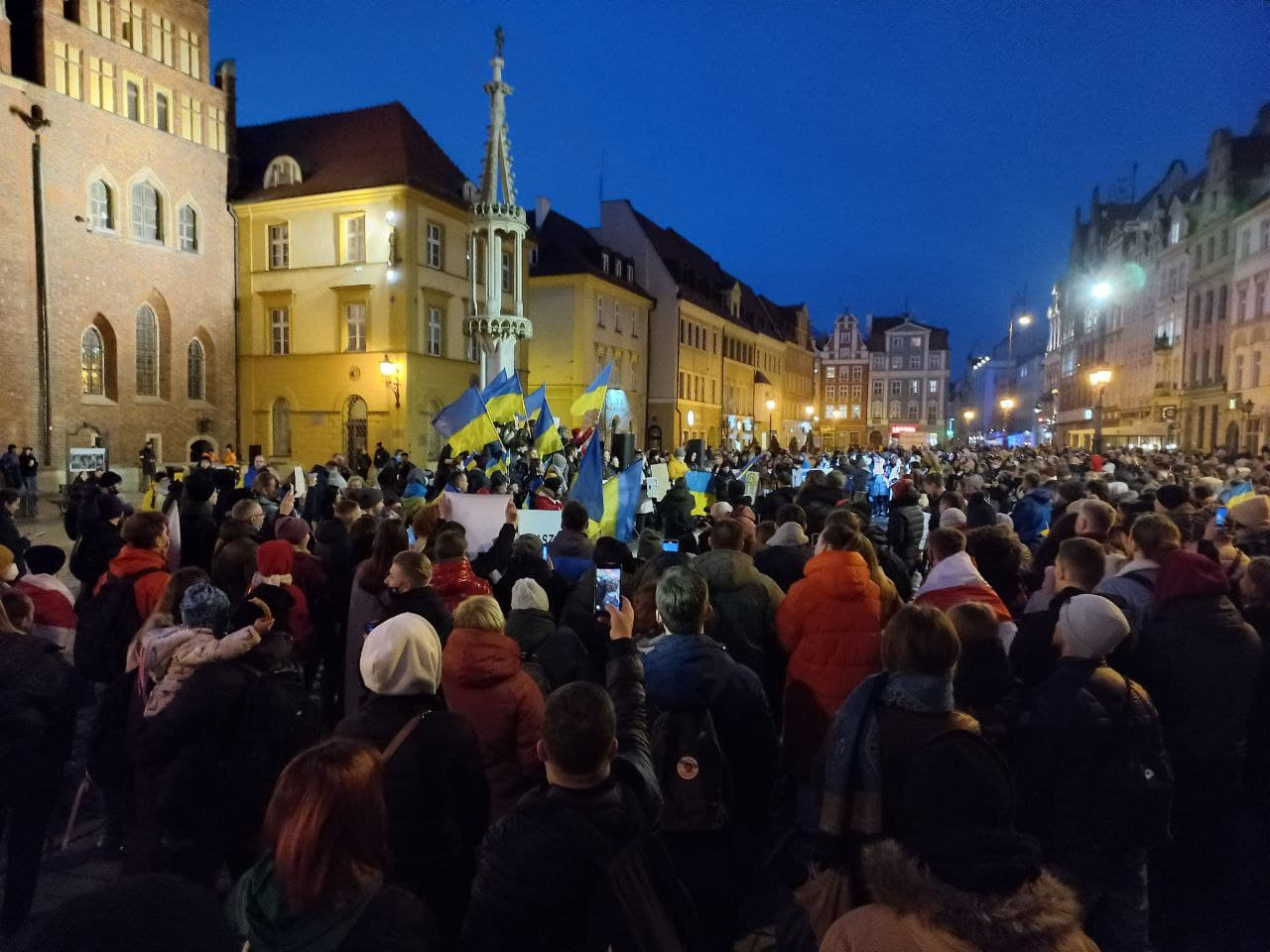
Háború-ellenes tüntetés Lengyelországban

2022. Február 28-án és március 3-án is az oroszok mellett tüntettek Montenegróban. Március 4-én Szerbiában, Belgrádban többezres tömeg vonult az oroszok mellett.

### Sport

#### Események és sportolók
Az UEFA, az európai labdarúgó-szövetség bejelentette, hogy a 2022-es bajnokok ligája-döntőt áthelyezik Szentpétervárból Párizsba, a Stade de France-ba. A Formula–1 orosz nagydíját felfüggesztették. A Sportmászás Nemzetközi Szövetsége bejelentette a moszkvai világbajnokság felfüggesztését. A Nemzetközi Síszövetség bejelentette az összes orosz esemény lemondását. A Curling Világszövetség bejelentette a 2022-es Európa-bajnokság áthelyezését Permből. Az ATP áthelyezte a St. Petersburg Open tornáját.
Az invázió befolyásolta Ukrajna részvételét a 2022-es téli paralimpián, Pekingben, Kínában. A Paralimpiai Bizottság elnöke, Andrew Parsons azt mondta, hogy nagy nehézségekbe fog ütközni az ukrán csapat Kínába juttatása. A Kontinentális Jégkorong Ligában szereplő Jokerit csapata bejelentette, hogy elhagyják a KHL-t az invázió miatt és újra a finn ligában fognak szerepelni a 2022–2023-as szezonban. Három nappal a Jokerit távozását követően a lett Dinamo Riga is kilépett.
Az invázióról a Formula–1 pilótái és csapatai közül is többen kifejezték aggodalmukat. Ezek közé tartozott a Red Bull Racing és világbajnoki címvédőjük, Max Verstappen, a négyszeres bajnok Aston Martin-pilóta Sebastian Vettel és Pierre Gasly (Scuderia AlphaTauri). Vettel kijelentette, hogy nem fog versenyezni Szocsiban, ha megrendezésre kerül az orosz nagydíj. Az invázió miatt a Haas orosz versenyzőjének, Nyikita Mazepinnek jövője is kérdéses lett, hiszen több országban is vízum problémái lennének. Günther Steiner, a csapat igazgatója elismerte, hogy nem biztos, hogy Mazepin a csapattal fog versenyezni. Mazepin apja, Dmitrij Mazepin miatt is kérdéses a helyzet, aki egy Vlagyimir Putyinhoz közel álló orosz oligarcha. Március 5-én a Haas menesztette Mazepint.
Az NBA két ukrán játékosa, Alex Len (Sacramento Kings) és Szvjatoszlav Mihajljuk (Toronto Raptors) is elítélték az inváziót.
Orosz sportolók olyan közleményeket adtak ki, amelyek nem említették közvetlenül az orosz inváziót. Alekszandr Ovecskin (Washington Capitals) orosz NHL-játékos kérte, hogy ne legyen több háború. Ovecskin közleményére a Detroit Red Wings és az Ottawa Senators korábbi játékosa, Dominik Hašek hazugnak nevezte a játékost és azt kérte az NHL-től, hogy függessze fel összes orosz játékosát. Wayne Gretzky felkérte az IIHF-et, hogy ne hagyja, hogy Oroszország részt vegyen az albertai junior jégkorong-világbajnokságon. Jevgenyija Medvegyeva műkorcsolyázó azt mondta, hogy „ennek legyen olyan hamar vége, amilyen gyorsan csak lehet, mint egy rossz álom.” Danyiil Medvegyev és Andrej Rubljov teniszezők felszólaltak a két nemzet közötti békéért. Jan Nyepomnyascsij sakkozó egyike volt azon sportolóknak, akik konkrétabb kijelentést tettek: „A történelem sok Fekete Csütörtököt látott. De a mai feketébb, mint a többi. #saynotowar.” Csapattársa, Szergej Karjakin támogatta az inváziót és kiadott egy közleményt, amelyben támogatta Putyint.
A Lengyel labdarúgó-szövetség február 26-án bejelentette, hogy Lengyelország bojkottálja Oroszország elleni világbajnoki pótselejtezőt. A cseh és a svéd csapatok is csatlakoztak a bojkotthoz. Az angol labdarúgó-szövetség bejelentette, hogy az angol válogatott semmilyen szinten nem fog játszani orosz ellenfelek ellen, amíg tart a háború Ukrajnában. A FIFA február 28-án bejelentette, hogy az orosz válogatottat eltiltják a nemzetközi mérkőzések lejátszásától. Március 8-án a FIFA úgy döntött, hogy Lengyelország játék nélkül továbbjutott Oroszország ellen, illetve a ukránok kérésére a Skócia–Ukrajna mérkőzést júniusra halasztják.
Roman Abramovics, a Chelsea FC tulajdonosa bejelentette, hogy átadja a klub irányítását egy megbízott bizottságnak, miután szankcionálását kérték a sportban Putyinhoz köthető vagyona miatt. Ettől függetlenül továbbra is ő a klub tulajdonosa.
Az ukrán vívó-szövetséget kitiltották a kairói világbajnokságról, miután nem voltak hajlandóak kiállni az orosz csapat ellen.
2022. február 27-én, miután visszautazott Ukrajnába, Vaszil Lomacsenko világbajnok ukrán ökölvívó csatlakozott az ukrán hadsereghez szülővárosában, Bilhorod-Dnyisztrovszkijban.
2022. március 1-jén az UCI, a Nemzetközi Kerékpáros-szövetség további döntésig megtiltotta az általa szervezett (lényegében az összes fontos) kerékpárosversenyeken történő részvételt az orosz és belarusz csapatok számára. Ez a ProTeam szinten versenyző Gazprom-Rusvelo csapatot érinti a legsúlyosabban, de a kontinentális csapatok közül érintett az orosz Vozrozhdenie és a belarusz CCN Factory Racing és Minsk Cycling Club is, ahogy a két ország nemzeti csapatai is tiltás alá kerültek. A más országban bejegyzett csapatokban versenyző orosz és belarusz versenyzők részvétele továbbra is lehetséges.
2022. március 6-án, a dohai tornászvilágkupán az ukrán Ilja Kovtun nyerte a korlát aranyérmét a kazah Milad Karimi és az orosz Ivan Kuljak előtt, az eredményhirdetéskor szolidaritás helyett Kuljak nagy Z-betűvel a mezén jelent meg, mely a háború és a győzelem jelképe az orosz hadseregben, ilyen jelet viseltek az offenzívában részt vevő harckocsik is. A nem sokkal korábban sorkatonai szolgálatot is teljesítő Kuljak tettét, aki nem titkolta, hogy pártolja a háborút, megvetéssel fogadták, a Nemzetközi Tornaszövetség pedig közleményben tudatta, hogy fegyelmi eljárást indított Kuljak ellen „sokkoló” viselkedése miatt.

#### Szponzoráció
A Schalke 04 német labdarúgócsapat bejelentette, hogy eltávolítja orosz szponzora, a Gazprom logóját a mezéről. A Haas Formula–1-csapat bejelentette, hogy eltávolítják az orosz szponzoruk, az Uralkali logóját az autóról a barcelonai tesztelés harmadik napján, véglegesen eltávolítva az orosz zászlóra emlékeztető designt. A Manchester United angol labdarúgócsapat bejelentette, hogy visszavonja az Aeroflot orosz légitársaság szponzorációs jogát.

### A támadást el nem ítélő országok
Március 2-án az ENSZ Közgyűlésén arról szavaztak az országok, hogy elítéljék-e azt, hogy Oroszország lerohanta Ukrajnát. A gyűlésen 141 ország úgy szavazott, hogy elítéli a lerohanást, 5 ország viszont támogatta azt, 35 további pedig tartózkodott. A támadást támogató országok:
- Belarusz
- Oroszország
- Észak-Korea
- Eritrea
- Szíriai Arab Köztársaság.[489][490]

Észak-Korea szerint jogosan indított háborút Oroszország. 2022 júniusában Kim Dzsongun, Észak-Korea vezetője kifejezte abbéli szándékát, hogy a harcokban segítséget nyújtana Vlagyimir Putyin orosz elnöknek. 2024 második felében Észak-Korea nyugati hírszerzés szerint több mint 10 ezer katonát küldött Oroszországba, akik az oroszokat segítették a harcokban. A katonák közül többen csak a harcmezőn szembesültek a háború tényével. 2025. júliusában hírszerzési adatok szerint Észak-Korea további 25-30 ezer katonát küld az oroszok megsegítésére 

## A tűzszünet és béketárgyalás elérésére való törekvések
Az ukrán és orosz felek között a háború kitörésekor még folytak tárgyalások, így első alkalommal 2022. február 28-án került sor, majd márciusban további egyeztetések történtek. 2022. március 10-én  Antalyában Dmitro Kuleba ukrán és Szergej Lavrov orosz külügyminiszter megbeszélést folytatattak. A tárgyalások alatt, amelyek áprilisg tartottak, a harcok folytatódtak. 2022. április közepén egyes források szerint közel álltak a felek ahhoz, hogy egy békeszerződéssel lezárják a háborút, de végül nem tudtak megállapodni.
Donald Trump újraválasztott amerikai elnökként 2025 tavaszán azt javasolta, hogy amerikai közvetítéssel kezdődjenek újra a tárgyalások. 2025. április közepéig több alkalommal történt egyeztetés az amerikai megbízottak és az érintett két ország képviselői között, de tűzszünetet nem sikerült elérni. Eleinte Ukrajnát az Egyesült Államok kizárta a tárgyalásokból, és csak az oroszokkal ült le. Trump 2025. április végén béketervet küldött a háborúzó feleknek, ezt megelőzően pedig azt közölték, hogy az Egyesült Államok kilép az orosz-ukrán béketárgyalásokból, ha elutasítják a terveit. Az amerikai béketerv az alábbiakat tartalmazta:
Oroszország a következőket kapná:
- Az Egyesült Államok „de jure” (jogilag) elismeri az orosz ellenőrzést a Krím félszigeten.
- Az Egyesült Államok „de facto” (gyakorlatilag, de nem jogilag) elismeri Oroszország részeként a teljes egészében megszállt luhanszki régiót, valamint Doneck, Herszon és Zaporizzsja megye oroszok által elfoglalt területeit.
- Ukrajna nem lesz a NATO tagja. Az Európai Unióhoz  történő csatlakozását azonban nem gátolják.
- Feloldják a 2014 óta kiszabott szankciókat Oroszországgal szemben.
- Megerősítik a gazdasági együttműködést Oroszország és az Egyesült Államok között, különösen az energia- és ipari szektorban.

Ukrajna a következőket kapná:
- Biztonsági garancia, amelyben európai országok egy része, valamint Európán kívüli, de potenciálisan hasonló hozzáállással bíró államok vesznek részt. (A békefenntartó művelet működéséről, illetve az Egyesült Államok részvételéről nem tesznek említést.)
- Harkivi terület egy részét visszakapja Ukrajna.
- Akadálytalan áthaladás a Dnyeper folyón, amely Ukrajna déli részén, a frontvonal mellett folyik.
- Kompenzáció és segítség az ország újjáépítésében, de a finanszírozás részleteit nem említik.

A fentieken túl az oroszok által elfoglalt Zaporizzsjai atomerőmű az Egyesült Államok üzemeltetése alá kerülne, a későbbiekben pedig Ukrajnát és Oroszországot is ellátnák árammal. Az ukrán ritkaföldfémek kitermeléséről szóló ukrán-amerikai megállapodás is részét képezte a dokumentumtervezetnek.
2025 tavaszán folytatódtak a harcok. 2022 eleje óta először 2025 május 15-én folytatott közvetlen tárgyalásokat Isztambulban az orosz és az ukrán delegáció, majd június 2-án ismét. A találkozók áttörést nem hoztak, mindössze fogolycserében és holttestek cseréjében állapodtak meg.
2025 augusztus 15-én az alaszkai Elmendorf–Richardson támaszponton sor került a Trump-Putyin találkozóra. Célja egy esetleges tűzszünet elérése volt, de erre nem került sor.  

## Magyarország viszonyulása az invázióhoz
Magyarország megszavazta az ENSZ Közgyűlésének 2022. március 2-i ES-11/1. számú határozatát, amely elítélte az orosz agressziót Ukrajna ellen, és követelte az orosz csapatok azonnali hatályú visszavonását a nemzetközileg elismert határok mögé. Az ország nem szállít fegyvereket Ukrajnának, és nem engedélyezi más országok fegyverszállítmányainak áthaladását sem a területén. A háború kitörése után Magyarország megnyitotta határait a menekülők előtt, és egy március 8-i kormányrendelettel menedékes jogállás néven átmeneti védelmet biztosított minden ide érkező ukrán állampolgár számára. Az ENSZ Menekültügyi Főbiztosának január 31-i adatai szerint 2 151 419 fő érkezett Ukrajnából Magyarországra, többségük tovább utazott egy harmadik országba és csak 33 603-an folyamodtak itt menekült státuszhoz. A magyar kormány 2022 során mintegy 31 milliárd forinttal támogatta a megtámadott országot, és kötelezettséget vállalt arra, hogy újabb 187 millió eurós (nagyjából 75 milliárd forint értékű) hitelt nyújt Ukrajnának. A humanitárius katasztrófa kezelésében nagyon fontos szerepet játszottak a magyarországi civil szervezetek, többek között az Ökumenikus Segélyszervezet, a Máltai Szeretetszolgálat, a Katolikus Karitász és a Baptista Szeretetszolgálat. Ezek a szervezetek segítenek a tovább utazó és a Magyarországon maradó menekülteknek szállást találni, valamint segélycsomagokat küldenek Kárpátaljára és Ukrajna többi területére is. Az ukrajnai háborúhoz való viszonyulás megosztotta a magyarországi pártokat és a magyar társadalmat, valamint erősen tematizálta a 2022-es országgyűlési választásokat is.

## Kárpátaljai magyar katonák részvétele a háborúban
A kárpátaljai magyar kisebbség tagjai közül többen már a 2014 óta zajló kelet-ukrajnai háborúban is részt vettek katonaként, majd a 2022-es invázió során sokan jelentkeztek önként katonának, sokakat pedig a mobilizáció során soroztak be a hadseregbe. Sándor Fegyir magyar nemzetiségű parancsnok 2023 júliusi interjúja szerint 374 magyar anyanyelvű katona harcolt a hadsereg soraiban és 31-en estek el. A legtöbb magyar a határőrség, a 128. önálló hegyi rohamdandár és a 101. dandár 68. „Kárpátaljai Sárkányok” önkéntes területvédelmi zászlóaljában szolgál. Magyarországi civilek adománygyűjtéseken keresztül  támogatják a kárpátaljai magyar katonák egységeit Sárkányellátó néven. Magyar nemzetiségű az ukrán hadsereg leghíresebb drónos egységének, a Magyar madarainak parancsnoka, Bródi Róbert is, kódnevén „Magyar”.